# Liste der denkmalgeschützten Objekte in Wiener Neustadt
Die Liste der denkmalgeschützten Objekte in Wiener Neustadt enthält die 169 denkmalgeschützten unbeweglichen Objekte der Statutarstadt Wiener Neustadt in Niederösterreich.

## Denkmäler
| Foto |                 | Denkmal | Standort                                                                                   | Beschreibung | Metadaten |
| ---- | --------------- | --- | ------------------------------------------------------------------------------------------ | --- | --- |
| ja   | Datei hochladen | Bürgerhaus, Wohn- und Handelshaus HERIS-ID: 14385 Objekt-ID: 10619                                           | Allerheiligengasse 4–6 Standort KG: Wiener Neustadt                                        | Das zweigeschoßige Gebäude stammt im Kern aus dem 16./17. Jahrhundert, die späthistoristische Fassade dagegen aus der Zeit um 1900. | BDA-Hist.: Q37755199 Status: Bescheid Stand der BDA-Liste: 2025-06-30 Name: Bürgerhaus, Wohn- und Handelshaus GstNr.: .348 Allerheiligengasse 4-6, Wiener Neustadt |
| ja   | Datei hochladen | Wohn- und Geschäftshaus HERIS-ID: 14357 Objekt-ID: 10591                                                     | Allerheiligenplatz 2 Standort KG: Wiener Neustadt                                          | Das secessionistische Wohn- und Geschäftshaus (Identanschrift: Hauptplatz 4) entstand um 1900. | BDA-Hist.: Q37753262 Status: Bescheid Stand der BDA-Liste: 2025-06-30 Name: Wohn- und Geschäftshaus GstNr.: .11 |
| ja   | Datei hochladen | Bürgerhaus, Ehemaliges Rabbinerhaus HERIS-ID: 14384 Objekt-ID: 10618                                         | Allerheiligenplatz 3 Standort KG: Wiener Neustadt                                          | Am zentralen Platz des mittelalterlichen jüdischen Ghettos gelegen, stammt das zwei- bis dreigeschoßige Gebäude selbst aus dem Spätmittelalter, die Fassade mit barocken Fensterbänken aus dem 18. Jahrhundert. | BDA-Hist.: Q37755060 Status: Bescheid Stand der BDA-Liste: 2025-06-30 Name: Bürgerhaus, Ehemaliges Rabbinerhaus GstNr.: .10 |
| ja   | Datei hochladen | Bildstock HERIS-ID: 14333 Objekt-ID: 10567                                                                   | bei Am Kanal 24 Standort KG: Wiener Neustadt                                               | Der spätgotische Steinpfeiler mit Kreuzaufsatz entstand um 1500. | BDA-Hist.: Q37750561 Status: § 2a Stand der BDA-Liste: 2025-06-30 Name: Bildstock GstNr.: 101/1 |
| ja   | Datei hochladen | Industrieviertel-Museum, Ehemaliges Werkstättengebäude einer Hammerschmiede HERIS-ID: 50866 Objekt-ID: 56297 | Anna-Rieger-Gasse 4 Standort KG: Wiener Neustadt                                           | Das Museum ist im Gebäude einer ehemaligen Hammerschmiede untergebracht. Das Hauptgebäude beherbergt Büro-, Bibliotheks- und Archivräume. Die eingeschoßigen Seitentrakte des Vierkantgebäudes umschließen einen Innenhof, in dem vier witterungsfeste schwere historische Maschinen aufgestellt sind. | BDA-Hist.: Q1632646 Status: § 2a Stand der BDA-Liste: 2025-06-30 Name: Industrieviertel-Museum, Ehemaliges Werkstättengebäude einer Hammerschmiede GstNr.: 1582/1 Industrieviertel-Museum |
| ja   | Datei hochladen | Bürgerhaus HERIS-ID: 14389 Objekt-ID: 10623                                                                  | Augustingasse 4 Standort KG: Wiener Neustadt                                               | Das zweigeschoßige Bürgerhaus mit breitem korbbogigem Steinportal stammt aus dem 18. Jahrhundert, der Fassadendekor entstand um 1830. | BDA-Hist.: Q37755425 Status: Bescheid Stand der BDA-Liste: 2025-06-30 Name: Bürgerhaus GstNr.: .81/2 |
| ja   | Datei hochladen | Bürgerhaus HERIS-ID: 14391 Objekt-ID: 10625                                                                  | Bahngasse 2 Standort KG: Wiener Neustadt                                                   | Das dreigeschoßige Eckhaus mit einem Eckerker im ersten Obergeschoß, einem leicht vorspringendem Wandfeld auf Konsolsteinen über dem Portal und secessionistischer Fassadengestaltung über dem geglätteten Erdgeschoß stammt im Kern aus dem Spätmittelalter. | BDA-Hist.: Q37755499 Status: Bescheid Stand der BDA-Liste: 2025-06-30 Name: Bürgerhaus GstNr.: .190 Bahngasse 2, Wiener Neustadt |
| ja   | Datei hochladen | Bürgerhaus, Ehemalige Deutschordenskommende HERIS-ID: 14392 Objekt-ID: 10626                                 | Bahngasse 3–5 Standort KG: Wiener Neustadt                                                 | Die ehemalige Niederlassung des Deutschen Ritterordens besteht aus zwei benachbarten dreiflügeligen Hofanlagen, wobei das 1673 errichtete Haus Bahngasse 3 das Hauptgebäude, das im Kern aus dem 16. Jahrhundert stammende Objekt Bahngasse 5 das Wirtschaftsgebäude war. Ab 1804 als Fabriksgebäude (Textilfabrik) verpachtet, erfolgte nach 1818 der Umbau zum Wohn- und Geschäftshaus. | BDA-Hist.: Q1206457 Status: Bescheid Stand der BDA-Liste: 2025-06-30 Name: Bürgerhaus, Ehemalige Deutschordenskommende GstNr.: .199 Deutschordenskommende Wiener Neustadt |
| ja   | Datei hochladen | Bürgerhaus HERIS-ID: 14393 Objekt-ID: 10627                                                                  | Bahngasse 4 Standort KG: Wiener Neustadt                                                   | Der dreigeschoßige Bau hat ein Rechteckportal mit Datierung „MW 1749“ und darüber einen zweigeschoßigen Flacherker auf Kragsteinen mit kleinen seitlichen Fenstern. | BDA-Hist.: Q37755702 Status: Bescheid Stand der BDA-Liste: 2025-06-30 Name: Bürgerhaus GstNr.: .192 |
| ja   | Datei hochladen | Kapuzinerkloster hl. Jakob HERIS-ID: 14311 Objekt-ID: 10545                                                  | Bahngasse 23 Standort KG: Wiener Neustadt                                                  | Von der gotischen Kirche blieb der Chor (um 1320) und ein Joch des Langhauses erhalten; der Rest des Langhauses wurde 1623 abgebrochen und der Langchor bis 1628 zu einem frühbarocken Saalraum umgebaut. In der Mitte des Chores wurden als Querachse barocke Kapellenanbauten errichtet. Südlich schließt das barocke Klostergebäude und der Garten gegen die Stadtmauer und die Kasematten an. | BDA-Hist.: Q1715422 Status: § 2a Stand der BDA-Liste: 2025-06-30 Name: Kapuzinerkloster hl. Jakob GstNr.: .206, 27, .205, .604/2 Capuchin Church, Wiener Neustadt |
| ja   | Datei hochladen | Stadtbefestigung (Gesamtanlage), Kasematten HERIS-ID: 14493 Objekt-ID: 10730                                 | Bahngasse 27 Standort KG: Wiener Neustadt                                                  | In der Südwestecke der Stadtbefestigung legte Johann Tscherte 1551–1957 weit ausgedehnte Lagerkasematten an. Weitere Reste befanden sich unter der ehemaligen Kapuzinerbastei (aus 1531/32). Von 1936 bis 1938 wurden die Kasematten großteils umgebaut und 1945 teilweise zerstört. Sie umfassen noch über 20 Räume aus verschiedenartigem Mauerwerk mit verschiedenen Eindeckungen bzw. Gewölben sowie rund gemauerten Belüftungsschächten im Gewölbescheitel. – Das rundbogige Steinportal ist bezeichnet mit 1557. | BDA-Hist.: Q24825220 Status: § 2a Stand der BDA-Liste: 2025-06-30 Name: Stadtbefestigung (Gesamtanlage), Kasematten GstNr.: 757/1, 757/2, 757/3, 757/4, 4797/67 Kasematten Wiener Neustadt |
| ja   | Datei hochladen | Bürgerhaus, Bürgerhof HERIS-ID: 14396 Objekt-ID: 10630                                                       | Bahngasse 38 Standort KG: Wiener Neustadt                                                  | Das 1901/02 nach Plänen von Georg W. Mayer errichtete städtische Wohnhaus ist ein viergeschoßiger langgestreckter Bau mit reicher späthistoristischer Fassade. Das Rundbogenportal ist durch toskanische Säulen und Pilaster eingefasst, auf dem geschwungenen Gebälk sitzen Puttengruppen. | BDA-Hist.: Q37755817 Status: Bescheid Stand der BDA-Liste: 2025-06-30 Name: Bürgerhaus, Bürgerhof GstNr.: .274 |
| ja   | Datei hochladen | Miethaus, Trampitsch-Haus HERIS-ID: 14397 Objekt-ID: 10631                                                   | Bahngasse 44 Standort KG: Wiener Neustadt                                                  | Der zweigeschoßige langgestreckte Bau aus dem Spätbiedermeier verfügt über eine reich gegliederte Fassade. | BDA-Hist.: Q37755838 Status: Bescheid Stand der BDA-Liste: 2025-06-30 Name: Miethaus, Trampitsch-Haus GstNr.: .621/3 |
| ja   | Datei hochladen | Wohnhaus, Ehemaliges Dorotheum HERIS-ID: 14398 Objekt-ID: 10632                                              | Bahngasse 52 Standort KG: Wiener Neustadt                                                  | Das Mitte des 19. Jahrhunderts als Hotel errichtete zweigeschoßige Eckgebäude wurde 1928 vom Dorotheum erworben und (vor allem durch Errichtung eines neungeschoßigen „Versteigerungsturms“ durch Michael Rosenauer an der Rückseite) umgestaltet. | BDA-Hist.: Q37755847 Status: Bescheid Stand der BDA-Liste: 2025-06-30 Name: Wohnhaus, Ehemaliges Dorotheum GstNr.: .614/1 |
| ja   | Datei hochladen | Bürgerhaus HERIS-ID: 83189 Objekt-ID: 97059                                                                  | Böheimgasse 1 Standort KG: Wiener Neustadt                                                 | Das Gebäude stammt im Kern aus dem 16. Jahrhundert und hat eine schlichte Biedermeierfassade im Obergeschoß sowie ein gefastes, von Vasen bekröntes Rechteckportal aus dem Ende des 18. Jahrhunderts. | BDA-Hist.: Q38180086 Status: Bescheid Stand der BDA-Liste: 2025-06-30 Name: Bürgerhaus GstNr.: .32 |
| ja   | Datei hochladen | Bürgerhaus HERIS-ID: 7757 Objekt-ID: 3699                                                                    | Böheimgasse 4 Standort KG: Wiener Neustadt                                                 | Das im Kern spätmittelalterliche oder frühneuzeitliche zweigeschoßige Bürgerhaus hat einen auf mächtigen Konsolsteinen gelagerten Eckerker mit seitlichen kleinen Fenstern; Portal, Fensterrahmungen sowie Sohlbänke stammen aus der ersten Hälfte des 16. Jahrhunderts. | BDA-Hist.: Q37977081 Status: Bescheid Stand der BDA-Liste: 2025-06-30 Name: Bürgerhaus GstNr.: .104 |
| ja   | Datei hochladen | Reste des Stubenbergerturms und Stadtmauer HERIS-ID: 14461 Objekt-ID: 10696                                  | Bräuhausgasse 5 Standort KG: Wiener Neustadt                                               | Von dem Zwischenturm in der südlichen Stadtmauer sind noch Reste über quadratischem Grundriss mit Ecken aus Buckelquadern erhalten. | BDA-Hist.: Q37757952 Status: Bescheid Stand der BDA-Liste: 2025-06-30 Name: Reste des Stubenbergerturms und Stadtmauer GstNr.: 21 Stubenberger Turm |
| ja   | Datei hochladen | Bürgerhaus HERIS-ID: 14403 Objekt-ID: 10637                                                                  | Brodtischgasse 11 Standort KG: Wiener Neustadt                                             | Das zweigeschoßige Bürgerhaus ist im Kern spätgotisch, die späthistoristische Fassade aus dem vierten Viertel des 19. Jahrhunderts. Der Torbogen trägt die Jahreszahl 1619, eine Kartusche am Keilstein die Bezeichnung „I W 1766“. | BDA-Hist.: Q37755924 Status: Bescheid Stand der BDA-Liste: 2025-06-30 Name: Bürgerhaus GstNr.: .180 |
| ja   | Datei hochladen | Bürgerhaus HERIS-ID: 60215 Objekt-ID: 72344                                                                  | Brodtischgasse 12 Standort KG: Wiener Neustadt                                             | Das zweigeschoßige Bürgerhaus aus dem 16. (im Kern 15.) Jahrhundert verfügt über ein barockklassizistisches Einfahrtsportal. | BDA-Hist.: Q38090975 Status: Bescheid Stand der BDA-Liste: 2025-06-30 Name: Bürgerhaus GstNr.: .232 |
| ja   | Datei hochladen | Bürgerhaus, Ehemaliger Neuberger Hof HERIS-ID: 14404 Objekt-ID: 10638                                        | Brodtischgasse 16 Standort KG: Wiener Neustadt                                             | Der zweigeschoßige Bau aus der ersten Hälfte des 17. Jahrhunderts mit Renaissanceportal war ein Stiftshof des Zisterzienserklosters Neuberg an der Mürz. | BDA-Hist.: Q37755944 Status: Bescheid Stand der BDA-Liste: 2025-06-30 Name: Bürgerhaus, Ehemaliger Neuberger Hof GstNr.: .230 |
| ja   | Datei hochladen | Georgskapelle HERIS-ID: 14405 Objekt-ID: 10639                                                               | Burgplatz 1 Standort KG: Wiener Neustadt                                                   | Die dreischiffige gotische Hallenkirche im Obergeschoß der Wiener Neustädter Burg beherbergt die Grabstätte Kaiser Maximilians I. Die hofseitige Fassade trägt 107 als Reliefs ausgeführte Wappen (14 Wappen der österreichischen Länder und 93 Phantasiewappen fiktiver österreichischer Herrscher) sowie eine überlebensgroße Statue Kaiser Friedrichs III. als Erzherzog von Österreich und wird daher Wappenwand genannt. | BDA-Hist.: Q2318602 Status: § 2a Stand der BDA-Liste: 2025-06-30 Name: Georgskapelle GstNr.: .507 Georgskapelle (Wiener Neustadt) |
| ja   | Datei hochladen | Theresianische Militärakademie, Burg HERIS-ID: 14406 Objekt-ID: 10640                                        | Burgplatz 1 Standort KG: Wiener Neustadt                                                   | Die Burg in Wiener Neustadt geht in ihren Anfängen auf Herzog Friedrich den Streitbaren zurück; vor allem im 15. Jahrhundert war sie landesfürstliche und kaiserliche Residenz. Seit 1751/52 beherbergt sie mit kurzen Unterbrechungen die Theresianische Militärakademie. Der um einen rechteckigen Hof errichtete vierflügelige Bau verfügte ursprünglich über vier Ecktürme, von denen seit einem Erdbeben 1768 nur noch der im Nordwesten gelegene Rákóczy-Turm erhalten ist. | BDA-Hist.: Q664071 Status: § 2a Stand der BDA-Liste: 2025-06-30 Name: Theresianische Militärakademie, Burg GstNr.: .507 Burg Wiener Neustadt |
| ja   | Datei hochladen | Daun-Kaserne HERIS-ID: 16621 Objekt-ID: 12887                                                                | Burgplatz 1 Standort KG: Wiener Neustadt                                                   | Die monumentale dreigeschoßige fünfflügelige Kasernenanlage südlich der Burg wurde 1939/40 errichtet. | BDA-Hist.: Q1172980 Status: § 2a Stand der BDA-Liste: 2025-06-30 Name: Daun-Kaserne GstNr.: .4950 Daun-Kaserne |
| ja   | Datei hochladen | Renaissanceportale des ehemaligen Zeughauses HERIS-ID: 14407 Objekt-ID: 10641                                | Burgplatz 2 Standort KG: Wiener Neustadt                                                   | In den Neubau der Bundespolizeidirektion und des Vermessungsamts, der an Stelle des im 2. Weltkrieg schwer beschädigten ehemaligen Zeughauses errichtet wurde, wurden die beiden 1524 geschaffenen Frührenaissanceportale (Hauptportal: Burgplatz 2; Seitenportal: Burggasse 2) integriert. | BDA-Hist.: Q37756012 Status: § 2a Stand der BDA-Liste: 2025-06-30 Name: Renaissanceportale des ehemaligen Zeughauses GstNr.: .508/3 Renaissanceportale Zeughaus, Wiener Neustadt |
| ja   | Datei hochladen | Bürgerhaus HERIS-ID: 14408 Objekt-ID: 10642                                                                  | Burgplatz 3 Standort KG: Wiener Neustadt                                                   | Das schlichte zweigeschoßige Gebäude stammt im Kern aus dem Spätmittelalter, die Fassade dagegen vom Ende des 18. Jahrhunderts. Über Konsolsteinen ruht ein markanter Eckerker aus der ersten Hälfte des 16. Jahrhunderts. | BDA-Hist.: Q37756034 Status: Bescheid Stand der BDA-Liste: 2025-06-30 Name: Bürgerhaus GstNr.: .160 Burgplatz 3, Wiener Neustadt |
| ja   | Datei hochladen | Schule, sog. Burkhardvilla HERIS-ID: 5588 Objekt-ID: 1459                                                    | Burkhardgasse 2 Standort KG: Wiener Neustadt                                               | Die Burkhard-Villa in Formen eines Renaissance-Palazzos wurde 1884/1885 nach Plänen von Georg Wilhelm Mayer für die Drahtstiftfabrikanten Franz Burkhard´s Söhne erbaut. 1982 wurde sie für Schulzwecke adaptiert und in den daneben errichteten Neubau vom Bundesrealgymnasium Gröhrmühlgasse integriert. | BDA-Hist.: Q1750958 Status: Bescheid Stand der BDA-Liste: 2025-06-30 Name: Schule, sog. Burkhardvilla GstNr.: 392 Burkhardvilla, Wiener Neustadt |
| ja   | Datei hochladen | Deutschherrenturm und Mauerteil HERIS-ID: 35302 Objekt-ID: 34016                                             | Corvinusring 3–5 Standort KG: Wiener Neustadt                                              | Vom Deutschherrenturm sind nur mehr Teile der Grundmauern bis in etwa 1 m Höhe im Hof der Physikalischen Abteilung vom Landesklinikum Wiener Neustadt erhalten. | BDA-Hist.: Q37963077 Status: Bescheid Stand der BDA-Liste: 2025-06-30 Name: Deutschherrenturm und Mauerteil GstNr.: 5243 |
| ja   | Datei hochladen | Dompropstei HERIS-ID: 14342 Objekt-ID: 10576                                                                 | Domplatz 1 Standort KG: Wiener Neustadt                                                    | Die Dompropstei war vor Errichtung der Wiener Neustädter Burg vermutlich die landesfürstliche Residenz Leopolds V. Umbauten erfolgten unter den Bischöfen Melchior Khlesl Ende des 16. sowie Franz Anton Puchheim Anfang des 18. Jahrhunderts. Der langgestreckte zwei- und dreigeschoßige Trakt im Westen stammt überwiegend aus dem 16./17. Jahrhundert, im Südteil über Quadermauerwerk aus dem 13. Jahrhundert. Die schlichte Fassade datiert aus dem 17. Jahrhundert. In der Front zum Domplatz befindet sich ein übergiebeltes Kapellenportal und darüber im Obergeschoß ein kleiner Balkon. An den südlichen Ecken sind Wappenreliefs der Bischöfe Khlesl und Puchheim angebracht. | BDA-Hist.: Q37751520 Status: § 2a Stand der BDA-Liste: 2025-06-30 Name: Dompropstei GstNr.: .79/3 Dompropstei Wiener Neustadt |
| ja   | Datei hochladen | Mauern HERIS-ID: 99207 Objekt-ID: 115303                                                                     | Domplatz 1 Standort KG: Wiener Neustadt                                                    | Die Mauer, mit der der Hof der Propstei zwischen den beiden Trakten Domplatz 1 und 2 an der Rückseite gegen die Petersgasse abgeschlossen wird, trägt im Inneren mehrere ursprünglich aus dem Dom stammende Grabplatten, teilweise aus dem 13. Jahrhundert. An der Straßenseite ist ein Stück einer Grabplatte aus dem 14. Jahrhundert als Spolie eingearbeitet. | BDA-Hist.: Q37773872 Status: § 2a Stand der BDA-Liste: 2025-06-30 Name: Mauern GstNr.: 66, 60, .79/3 Mauern mit Grabplatten, Wiener Neustadt |
| ja   | Datei hochladen | Dompropstei HERIS-ID: 14343 Objekt-ID: 10577                                                                 | Domplatz 2 Standort KG: Wiener Neustadt                                                    | Der östliche Flügel der Propstei (Domherrenhaus) bestand ursprünglich aus zwei getrennten Bauwerken, die beim Umbau durch Bischof Melchior Khlesl Anfang des 17. Jahrhunderts vereinigt und im 18. Jahrhundert teilweise barockisiert wurden. Die zweigeschoßige Front zum Domplatz ist barock (spätes 18. Jahrhundert); die östliche Seitenfront ist in Quadermauerwerk ausgeführt und enthält zwei spätmittelalterliche Rechteckfenster, die Rückfront Lanzettfenster aus dem 13. Jahrhundert. | BDA-Hist.: Q37751821 Status: § 2a Stand der BDA-Liste: 2025-06-30 Name: Dompropstei GstNr.: 66, .79/3 |
| ja   | Datei hochladen | Schule, Lilienfelderhof HERIS-ID: 14344 Objekt-ID: 10578                                                     | Domplatz 3 Standort KG: Wiener Neustadt                                                    | Der Lilienfelder Hof diente seit 1495 als städtische Schule. 1580 wurde er neu errichtet. Die Fassade des im Kern spätmittelalterlichen Baus ist durch massive Stützpfeiler zwischen den Fensterachsen gekennzeichnet. Am Hofflügel sind Reste geometrischer Fassadenmalerei sowie gotische Fensterbänke zu finden, an der westlichen Seitenfront zwei gotische Rechteckfenster. | BDA-Hist.: Q37751950 Status: Bescheid Stand der BDA-Liste: 2025-06-30 Name: Schule, Lilienfelderhof GstNr.: .80 |
| ja   | Datei hochladen | Stadtpfarrkirche Mariae Himmelfahrt HERIS-ID: 14303 Objekt-ID: 10535                                         | bei Domplatz 8 Standort KG: Wiener Neustadt                                                | Vom Dom von Wiener Neustadt wurden 1193–1279 das Langhaus und die westlichen Türme in spätromanisch-frühgotischem Stil und im ersten Viertel des 14. Jahrhunderts das Querschiff, der polygonale Chor mit Seitenchören und die Nordsakristei im Stil der Hochgotik errichtet. Im 15. Jahrhundert veranlasste Kaiser Friedrich III. Umbauten und eine Neuausstattung; 1755 erfolgte eine Barockisierung. | BDA-Hist.: Q1236623 Status: § 2a Stand der BDA-Liste: 2025-06-30 Name: Stadtpfarrkirche Mariae Himmelfahrt GstNr.: .85 Wiener Neustädter Dom |
| ja   | Datei hochladen | Bürgerhaus HERIS-ID: 14345 Objekt-ID: 10579                                                                  | Domplatz 11 Standort KG: Wiener Neustadt                                                   | Der zweigeschoßige Bau stammt aus der zweiten Hälfte des 17. Jahrhunderts, hat aber einen älteren Kern; die Fassade wurde im 20. Jahrhundert stark verändert. Im Erdgeschoß sind zwei gotische Steingewändefenster erhalten. | BDA-Hist.: Q37752052 Status: Bescheid Stand der BDA-Liste: 2025-06-30 Name: Bürgerhaus GstNr.: .100 |
| ja   | Datei hochladen | Bürgerhaus HERIS-ID: 14347 Objekt-ID: 10581                                                                  | Domplatz 12 Standort KG: Wiener Neustadt                                                   | Markant an dem zweigeschoßigen Eckhaus mit spätmittelalterlichem Kern ist der spätgotische Eckerker auf fünf Kragsteinen über einer geböschten Quadermauer. | BDA-Hist.: Q37752314 Status: Bescheid Stand der BDA-Liste: 2025-06-30 Name: Bürgerhaus GstNr.: .101 |
| ja   | Datei hochladen | Bürgerhaus HERIS-ID: 14348 Objekt-ID: 10582                                                                  | Domplatz 13 Standort KG: Wiener Neustadt                                                   | Das frei stehende zweigeschoßige Bürgerhaus weist eine Fassade mit Fensterrahmungen aus dem 16./17. Jahrhundert auf. Das barocke Segmentportal mit Keilstein und geschweiftem Segmentgiebel stammt aus der zweiten Hälfte des 18. Jahrhunderts. | BDA-Hist.: Q37752383 Status: Bescheid Stand der BDA-Liste: 2025-06-30 Name: Bürgerhaus GstNr.: .105 |
| ja   | Datei hochladen | Ehemaliges Bürgerspital HERIS-ID: 14349 Objekt-ID: 10583                                                     | Domplatz 15 Standort KG: Wiener Neustadt                                                   | Das Gebäude wurde 1550–1589 über Auftrag der Stadtgemeinde als Spital errichtet (Baumeister: Leonhard Eibenberger und Anton Woller; Steinmetze: Stephan de Luca, Rochus Pollaci und Markus Pagamin). Die Fassade wurde 1738 barockisiert. Nach Zerstörung im Zweiten Weltkrieg wurde der Straßentrakt ab 1965 rekonstruiert. Das Portal ist durch Figuren der Schmerzhaften Muttergottes sowie des heiligen Martin geschmückt. Im Innenhof befindet sich ein dreigeschoßiger Säulenarkadengang. | BDA-Hist.: Q37752493 Status: Bescheid Stand der BDA-Liste: 2025-06-30 Name: Ehemaliges Bürgerspital GstNr.: .65 |
| ja   | Datei hochladen | Wohnhaus HERIS-ID: 14350 Objekt-ID: 10584                                                                    | Domplatz 16 Standort KG: Wiener Neustadt                                                   | Zweigeschoßiger, im Kern spätmittelalterlicher Bau mit einem gefasten Rundbogenportal vermutlich aus dem 16. Jahrhundert; einzelne Stichkappen der langgezogenen Einfahrt datieren aus dem 14. Jahrhundert. | BDA-Hist.: Q37752717 Status: Bescheid Stand der BDA-Liste: 2025-06-30 Name: Wohnhaus GstNr.: 65 |
| ja   | Datei hochladen | Bürgerhaus, Ehemaliges Benefiziatenhaus HERIS-ID: 14351 Objekt-ID: 10585                                     | Domplatz 19 Standort KG: Wiener Neustadt                                                   | Die Fassade des im Kern hochmittelalterlichen Baus stammt aus der zweiten Hälfte des 17. Jahrhunderts. In einer Rundbogennische über dem Portal steht eine Haussegenfigur des heiligen Georg zu Pferd ebenfalls aus der zweiten Hälfte des 17. Jahrhunderts. | BDA-Hist.: Q37752816 Status: Bescheid Stand der BDA-Liste: 2025-06-30 Name: Bürgerhaus, Ehemaliges Benefiziatenhaus GstNr.: .70 |
| ja   | Datei hochladen | Bürgerhaus HERIS-ID: 14352 Objekt-ID: 10586                                                                  | Domplatz 20 Standort KG: Wiener Neustadt                                                   | Das zweigeschoßige Eckhaus hat eine glatte Fassade sowie ein spitzbogiges Portal aus der Zeit nach dem Zweiten Weltkrieg; ein Wandfenster zeigt ein gotisches Sgraffito. Das Gebäude beherbergt im Erdgeschoß und im Obergeschoß je einen vierjochigen Einsäulenraum aus der Zeit um 1530, getragen von einer toskanischen Säule. | BDA-Hist.: Q37752907 Status: Bescheid Stand der BDA-Liste: 2025-06-30 Name: Bürgerhaus GstNr.: .72 |
| ja   | Datei hochladen | Fabrikstor, Tor der k.u.k. priv. Locomotiv & Maschinen-Fabrik HERIS-ID: 14412 Objekt-ID: 10646               | Europaallee 2, bei Standort KG: Wiener Neustadt                                            | Das triumphbogenartige, in Quadermauerwerk mit Sichtziegelelementen errichtete Portal der Wiener Neustädter Lokomotivfabrik entstand vermutlich 1861 und blieb nach dem Abriss des stillgelegten Werks als Industriedenkmal erhalten. | BDA-Hist.: Q125270003 Status: Bescheid Stand der BDA-Liste: 2025-06-30 Name: Fabrikstor, Tor der k.k. priv. Locomotiv & Maschinen-Fabrik Wiener Neustadt GstNr.: 1585/6, 1585/3 Wiener Neustädter Lokomotivfabrik - Portal |
| ja   | Datei hochladen | Maximiliankaserne, ehem. Artilleriekaserne HERIS-ID: 14413 Objekt-ID: 10647                                  | Fischauer Gasse 66 Standort KG: Wiener Neustadt                                            | Das neoklassizistische Kasernengebäude entstand 1909–1911 nach Plänen der Architekten Siegfried Theiss und Hans Jaksch. | BDA-Hist.: Q1269861 Status: § 2a Stand der BDA-Liste: 2025-06-30 Name: Maximiliankaserne, ehem. Artilleriekaserne GstNr.: .2395/1 Maximilian-Kaserne |
| ja   | Datei hochladen | Evang. Pfarrkirche A.B. HERIS-ID: 14310 Objekt-ID: 10544                                                     | bei Ferdinand Porsche-Ring 4 Standort KG: Wiener Neustadt                                  | Die evangelische Auferstehungskirche ist ein Werk der Architekten Siegfried Theiss und Hans Jaksch und wurde 1910/11 errichtet. | BDA-Hist.: Q759640 Status: § 2a Stand der BDA-Liste: 2025-06-30 Name: Evang. Pfarrkirche A.B. GstNr.: .2372 Auferstehungskirche (Wiener Neustadt) |
| ja   | Datei hochladen | Evangelischer Pfarrhof HERIS-ID: 16338 Objekt-ID: 12596                                                      | Ferdinand Porsche-Ring 4 Standort KG: Wiener Neustadt                                      | Der evangelische Pfarrhof wurde 1899 durch die Architekten Siegfried Theiss und Hans Jaksch erbaut. | BDA-Hist.: Q37812934 Status: § 2a Stand der BDA-Liste: 2025-06-30 Name: Evang. Pfarrhof GstNr.: .1711 Auferstehungskirche (Wiener Neustadt) |
| ja   | Datei hochladen | Wasserturm samt ebenerdigem Anbau (Obj. 38) HERIS-ID: 206276seit 2021                                        | Feuerwerksanstalt 1, nordöstlich Standort KG: Wiener Neustadt                              | Der Wasserturm liegt auf dem Gelände der ehemaligen Wöllersdorfer Werke. | BDA-Hist.: Q107479055 Status: Bescheid Stand der BDA-Liste: 2025-06-30 Name: Wasserturm samt ebenerdigem Anbau (Obj. 38) GstNr.: .1129 Wasserturm Feuerwerksanstalt, Wiener Neustadt |
| ja   | Datei hochladen | Kath. Filialkirche St. Anton am Flugfelde HERIS-ID: 14309 Objekt-ID: 10543                                   | Flugfeldgürtel 17 (Pfarramt) Standort KG: Wiener Neustadt                                  | Die Kirche entstand 1933/34 durch Umgestaltung des 1917 errichteten Zentralheizungskesselhauses der ehemaligen Fliegerkaserne. 1937 folgte der Umbau des Schornsteins zu einem frei stehenden Glockenturm. Von 1960 bis 1964 wurde die Kirche durch Josef Patzelt umgebaut und erweitert. Die Seitenwände des innen schlichten dreijochigen Saals sind außen durch drei monumentale Rundbogenfenster sowie eckübergreifende Lisenen gegliedert. | BDA-Hist.: Q1477444 Status: § 2a Stand der BDA-Liste: 2025-06-30 Name: Kath. Filialkirche St. Anton am Flugfelde GstNr.: 1950/6 St. Anton am Flugfeld |
| ja   | Datei hochladen | Fliegerkaserne, ehemaliges Unteroffizierswohngebäude und Portalanlage HERIS-ID: 14414 Objekt-ID: 10648       | Flugfeldgürtel 19–21 Standort KG: Wiener Neustadt                                          | Nach Plänen der Architekten Siegfried Theiss und Hans Jaksch 1914–1917 errichtet, blieben nach schweren Zerstörungen im Zweiten Weltkrieg von der einst monumentalen Kasernenanlage nur der niedrig dimensionierte neoklassizistische Portalbau, das dreigeschoßige Offizierswohnhaus sowie das zur Kirche St. Anton am Flugfeld umgestaltete Kesselhaus erhalten. | BDA-Hist.: Q1428535 Status: § 2a Stand der BDA-Liste: 2025-06-30 Name: Fliegerkaserne – ehem. Unteroffizierswohngebäude und Portalanlage GstNr.: .2763, .2765 Fliegerkaserne Wiener Neustadt |
| ja   | Datei hochladen | Kommunaler Wohnbau, Flugfeldsiedlung HERIS-ID: 14415 Objekt-ID: 10649                                        | Flugfeldgürtel 76-96 Standort KG: Wiener Neustadt                                          | Die erste große kommunale Wohnhausanlage der Ersten Republik war bereits 1915/16 für Arbeiter der Rüstungsindustrie geplant worden und wurde 1918–1922 nach Plänen der Architekten Siegfried Theiss und Hans Jaksch errichtet. Die Fassaden wurden teilweise mit Elementen des Art déco versehen; nach 1945 wurde der Fassadendekor reduziert. | BDA-Hist.: Q1253780 Status: § 2a Stand der BDA-Liste: 2025-06-30 Name: Kommunaler Wohnbau, Flugfeldsiedlung GstNr.: .2929, .2928, .2926, .2927, .2758, .2742, .2738, .2739, .2802, .2801, .2800 Dr.-Karl-Renner-Hof |
| ja   | Datei hochladen | Bürgerhaus, Domherrenhaus HERIS-ID: 14416 Objekt-ID: 10650                                                   | Frauengasse 2 Standort KG: Wiener Neustadt                                                 | Das zweigeschoßige, im Kern mittelalterliche Gebäude gehörte ursprünglich zum Bischofshof und diente den Domherren als Wohnsitz. Im Obergeschoß sitzt auf Konsolsteinen ein mittelalterlicher Flacherker. Die Fassade ist barock; oberhalb des Portals befindet sich in einer Stuckkartusche ein Wandbild des hl. Erasmus in der Glorie aus der zweiten Hälfte des 18. Jahrhunderts. An der Seitenfassade zur Khleslgasse sind gotische Fensterbänke und -gewände vorhanden. | BDA-Hist.: Q37756235 Status: Bescheid Stand der BDA-Liste: 2025-06-30 Name: Bürgerhaus, Domherrenhaus GstNr.: .78 |
| ja   | Datei hochladen | Wohnhaus, Ehemaliges Benefiziatenhaus HERIS-ID: 4164 Objekt-ID: 2                                            | Frauengasse 6 Standort KG: Wiener Neustadt                                                 | Das im Kern aus dem 14./15. Jahrhundert stammende Gebäude war 1480/85 Haus eines Benefiziaten. DEHIO beschreibt Fenstersohlbänke aus dem 17. Jahrhundert, innen im Erdgeschoß teilweise spitzbogige Türöffnungen aus dem 14./15. Jahrhundert, zahlreiche Kreuzgratgewölbe aus dem 16./17. Jahrhundert sowie im Obergeschoß zwei Stuckspiegeldecken aus 1720/30. Zwei zweigeschoßige Baukörper waren durch einen einachsigen Durchfahrtstrakt verbunden. 2011 war der östliche Bauteil nicht mehr vorhanden, der verbliebene Teil war desolat. 2023 und 2024 wurde der westliche Flügel renoviert und im Osten ein neuer Trakt angebaut. | BDA-Hist.: Q37877926 Status: Bescheid Stand der BDA-Liste: 2025-06-30 Name: Wohnhaus, Ehemaliges Benefiziatenhaus GstNr.: 62 Frauengasse 6, Wiener Neustadt |
| ja   | Datei hochladen | Bürgerhaus samt Immaculata-Statuette HERIS-ID: 57041 Objekt-ID: 66756                                        | Grazer Straße 70 Standort KG: Wiener Neustadt                                              | | BDA-Hist.: Q38074626 Status: Bescheid Stand der BDA-Liste: 2025-06-30 Name: Bürgerhaus samt Immaculata-Statuette GstNr.: .116/2 |
| ja   | Datei hochladen | Wohnhaus, Ehemaliges Paulinerkloster HERIS-ID: 99158 Objekt-ID: 115209                                       | Grazer Straße 97 Standort KG: Wiener Neustadt                                              | Das Gebäude des Paulinerklosters wurde nach Verlegung in das ehemalige Jesuitenkolleg profaniert und 1780–1782 zu einer Kaserne umgebaut. Dabei wurde das Kirchengebäude im östlichen Teil bis 1793 zum Redoutensaal umgestaltet; daran im Westen anschließend entstand entlang der (heutigen) Grazer Straße 1780–1793 das Stabsgebäude der Paulinerkaserne, ein von einem Walmdach gedeckter dreigeschoßiger Bau mit seichtem zweiachsigen Mittelrisalit. Das Kirchengebäude ist noch am polygonalen Chorschluss und Strebepfeilern erkennbar; im Inneren ist es in zwei Geschoße unterteilt und beherbergt Wohnungen und Werkstätten. Der nördlich davon gelegene Trakt des Klosters wurde nach Zerstörung im Zweiten Weltkrieg abgebrochen.                                                                                        | BDA-Hist.: Q37773688 Status: § 2a Stand der BDA-Liste: 2025-06-30 Name: Wohnhaus, Ehemaliges Paulinerkloster GstNr.: .503/2 Ehemaliges Paulinerkloster, Grazer Straße 97, Wiener Neustadt |
| ja   | Datei hochladen | Bürgerhaus HERIS-ID: 14419 Objekt-ID: 10653                                                                  | Grünangergasse 1 Standort KG: Wiener Neustadt                                              | Das zweigeschoßige, im Kern um 1400 errichtete Haus wurde im Norden an die Stadtmauer und im Westen an den inneren Torturm des Wiener Tors angebaut. Nach 1834 entstand ein öffentlicher Durchgang im Anschluss an das Tor. Das Gebäude weist eine schlichte Fassade mit einem rundbogigen Einfahrtsportal sowie einen Flacherker aus dem 16. Jahrhundert auf. Ein kleines Relief als Haussegensbild zeigt eine Kreuzigungsgruppe. Die Umrahmung des westlich anschließenden Durchgangs ist repräsentativ gestaltet mit stadtseitig flankierenden Säulen und einem kräftigen Fries, nordseitig von Pilastern eingerahmt. | BDA-Hist.: Q37756244 Status: Bescheid Stand der BDA-Liste: 2025-06-30 Name: Bürgerhaus GstNr.: .388 Grünangergasse 1, Wiener Neustadt |
| ja   | Datei hochladen | Akademiefriedhof HERIS-ID: 14319 Objekt-ID: 10553                                                            | Günser Straße 3a, bei Standort KG: Wiener Neustadt                                         | Der Friedhof wurde 1753 angelegt; 1753–1754 entstand auch die barocke Friedhofskapelle mit schlichter Fassade, Halbwalmdach und Dachreiter. Die Kapelle beherbergt eine Offiziersgruft. | BDA-Hist.: Q37749992 Status: § 2a Stand der BDA-Liste: 2025-06-30 Name: Akademiefriedhof GstNr.: 879, .1008 Theresian Military Academy Cemetery |
| ja   | Datei hochladen | Bürgerhaus HERIS-ID: 14420 Objekt-ID: 10654                                                                  | Haggenmüllergasse 8 Standort KG: Wiener Neustadt                                           | Spätmittelalterliches Haus mit unregelmäßiger Fensteraufteilung. Das pilastergerahmte Rundbogenportal stammt vom Anfang des 17. Jahrhunderts. Der Hoftrakt hat im Obergeschoß Arkaden mit toskanischen Säulen und Kreuzgratgewölben aus der zweiten Hälfte des 16. Jahrhunderts. Eine Gedenktafel erinnert an Bürgermeister Johann Baptist Haggenmüller (drittes Viertel des 18. Jahrhunderts). | BDA-Hist.: Q37756257 Status: Bescheid Stand der BDA-Liste: 2025-06-30 Name: Bürgerhaus GstNr.: .342 |
| ja   | Datei hochladen | Bürgerhaus HERIS-ID: 14422 Objekt-ID: 10656                                                                  | Haggenmüllergasse 15 Standort KG: Wiener Neustadt                                          | Das zweigeschoßige spätmittelalterliche Gebäude hat im Hof einen Arkadengang aus dem 16. Jahrhundert. Die gemalte Fassadengliederung stammt von der Renovierung 1983. | BDA-Hist.: Q37756282 Status: § 57-Mandatsbescheid Stand der BDA-Liste: 2025-06-30 Name: Bürgerhaus GstNr.: .333 |
| ja   | Datei hochladen | Bürgerhaus HERIS-ID: 14421 Objekt-ID: 10655                                                                  | Haggenmüllergasse 20 Standort KG: Wiener Neustadt                                          | Das wuchtige zweigeschoßige Eckhaus zur Singergasse stammt im Kern aus der ersten Hälfte des 16. Jahrhunderts, die schlichten Fassaden dagegen aus der ersten Hälfte des 19. Jahrhunderts. | BDA-Hist.: Q37756270 Status: Bescheid Stand der BDA-Liste: 2025-06-30 Name: Bürgerhaus GstNr.: .313 |
| ja   | Datei hochladen | Schrauthammerbrunnen HERIS-ID: 14353 Objekt-ID: 10587                                                        | Hauptplatz Standort KG: Wiener Neustadt                                                    | Die steinerne kelchförmige Brunneneinfassung wurde 1615 geschaffen, die schmiedeeiserne Brunnenhaube in Renaissanceformen hingegen 1936 (Entwürfe: Senta Platzer). | BDA-Hist.: Q37753017 Status: § 2a Stand der BDA-Liste: 2025-06-30 Name: Schrauthammerbrunnen GstNr.: 4797/1 Schrauthammerbrunnen |
| ja   | Datei hochladen | Mariensäule HERIS-ID: 14334 Objekt-ID: 10568                                                                 | Hauptplatz Standort KG: Wiener Neustadt                                                    | Die Mariensäule wurde von Bischof Leopold Karl von Kollonitsch 1678 gestiftet und im folgenden Jahr geweiht. An den vier Ecken des Sockels stehen Statuen der Heiligen Johannes der Täufer, Florian, Antonius von Padua und Leopold; dazwischen erhebt sich eine Säule aus rotem Marmor mit dem Bildnis der Maria Immaculata. Die Heiligenfiguren auf der sechseckigen Balustrade, die die Säule umgibt (der Pestheilige Sebastian, Franz Xaver, Karl Borromäus, Rosalia, Rochus und Benno) wurden 1714 von Bischof Franz Anton von Puchheim gestiftet. | BDA-Hist.: Q37750617 Status: § 2a Stand der BDA-Liste: 2025-06-30 Name: Mariensäule GstNr.: 4797/1 Mariensäule Wiener Neustadt |
| ja   | Datei hochladen | Rathaus HERIS-ID: 14354 Objekt-ID: 10588                                                                     | Hauptplatz 1 Standort KG: Wiener Neustadt                                                  | Das Rathaus wurde 1401 erstmals urkundlich erwähnt. Im dritten Drittel des 16. Jahrhunderts wurde das Gebäude umfassend umgebaut. Zum Hauptplatz hin zeigt das Gebäude eine klassizistische Fassade mit Kolossalpilastern in den Obergeschoßen und sechs Wappenreliefsteine. Auf mächtigen Konsolen ruht über dem Rundbogenportal ein Balkon mit schmiedeeisernem Geländer aus der ersten Hälfte des 18. Jahrhunderts. Die Fassade ist gekrönt von einem flachen Dreiecksgiebel mit seitlichen Balustraden. Über der Südostecke (Neunkirchner Straße – Sparkassengasse) erhebt sich ein 1564–1596 errichteter Eckturm mit einer 1834 aufgesetzten achtseitigen Kuppel. | BDA-Hist.: Q37753104 Status: § 2a Stand der BDA-Liste: 2025-06-30 Name: Rathaus GstNr.: .1 Hauptplatz 1, Wiener Neustadt |
| ja   | Datei hochladen | Amtsgebäude HERIS-ID: 14355 Objekt-ID: 10589                                                                 | Hauptplatz 1 Standort KG: Wiener Neustadt                                                  | Das zweigeschoßige, im Kern mittelalterliche Bürgerhaus („Trauer-Haus“) mit schlichter Fassade und einem abgefasten Korbbogenportal vermutlich aus der ersten Hälfte des 18. Jahrhunderts wurde 1893 von der Stadtgemeinde erworben und dem benachbarten Rathaus angegliedert. | BDA-Hist.: Q37753213 Status: § 2a Stand der BDA-Liste: 2025-06-30 Name: Amtsgebäude GstNr.: .1 |
| ja   | Datei hochladen | Gasthaus Weißes Rössel HERIS-ID: 14356 Objekt-ID: 10590                                                      | Hauptplatz 3 Standort KG: Wiener Neustadt                                                  | 1449 als eines der wenigen Häuser mit Ziegeldach erwähnt, wurde das Gebäude 1571 von der Stadtgemeinde erworben und beherbergte bis 1770 das Stadtgericht. Von 1785 bis 1914 war es in Privatbesitz, seither steht es wieder im Eigentum der Stadt. Das in der Substanz gotische Eckhaus hat einen geböschten Laubengang aus dem 15. Jahrhundert, in den Obergeschoßen eine barocke, durch Lisenen gegliederte Fassade sowie einen Dreiecksgiebel mit dem Stadtwappen. Über den Fenstern befinden sich sieben Sgraffiti von Hans Vonmetz, die historische Persönlichkeiten darstellen. | BDA-Hist.: Q229596 Status: § 2a Stand der BDA-Liste: 2025-06-30 Name: Amtsgebäude, ehem. Gasthaus Weißes Rössel GstNr.: .1 Hauptplatz 3, Wiener Neustadt |
| ja   | Datei hochladen | Bürgerhaus HERIS-ID: 14358 Objekt-ID: 10592                                                                  | Hauptplatz 7 Standort KG: Wiener Neustadt                                                  | Das dreigeschoßige, im Kern spätgotische bis frühneuzeitliche Bürgerhaus an der Ecke zur Herzog-Leopold-Straße hat an der Ecke in den beiden Obergeschoßen einen wuchtigen, durch ornamentale Bänder rasterförmig gegliederten runden Erker. Daneben befindet sich im zweiten Geschoß ein vermauertes rechteckiges spätgotisches Fenster. | BDA-Hist.: Q37753328 Status: Bescheid Stand der BDA-Liste: 2025-06-30 Name: Bürgerhaus GstNr.: .35 Hauptplatz 7, Wiener Neustadt |
| ja   | Datei hochladen | Wohn- und Geschäftshaus HERIS-ID: 14359 Objekt-ID: 10593                                                     | Hauptplatz 8 Standort KG: Wiener Neustadt                                                  | Der dreigeschoßige, im Kern spätmittelalterliche Bau hat in den Obergeschoßen eine historistische Fassade (um 1870). Im Obergeschoß befindet sich eine barocke Stuckdecke aus dem 18. Jahrhundert. | BDA-Hist.: Q37753364 Status: Bescheid Stand der BDA-Liste: 2025-06-30 Name: Wohn- und Geschäftshaus GstNr.: .34 Hauptplatz 8, Wiener Neustadt |
| ja   | Datei hochladen | Bürgerhaus HERIS-ID: 14360 Objekt-ID: 10594                                                                  | Hauptplatz 9 Standort KG: Wiener Neustadt                                                  | Das ehemalige Gasthaus „Zum Rebhuhn“ ist ein barockes, im Kern gotisches Bürgerhaus mit schlichter, teilweise neobarocker Fassadengliederung. | BDA-Hist.: Q37753399 Status: Bescheid Stand der BDA-Liste: 2025-06-30 Name: Bürgerhaus GstNr.: .33 |
| ja   | Datei hochladen | Wohn- und Geschäftshaus HERIS-ID: 14361 Objekt-ID: 10595                                                     | Hauptplatz 10 Standort KG: Wiener Neustadt                                                 | Das Korbbogenportal mit geschweiftem Giebel des dreigeschoßigen, im Kern spätgotischen Bürgerhauses stammt aus der Mitte des 18. Jahrhunderts, während die Fenstersohlbänke im Obergeschoß aus der zweiten Hälfte des 16. Jahrhunderts stammen. | BDA-Hist.: Q37753432 Status: § 2a Stand der BDA-Liste: 2025-06-30 Name: Wohn- und Geschäftshaus GstNr.: .31 |
| ja   | Datei hochladen | Wohn- und Geschäftshaus HERIS-ID: 14362 Objekt-ID: 10596                                                     | Hauptplatz 11 Standort KG: Wiener Neustadt                                                 | Das im Kern frühneuzeitliche Bürgerhaus hat eine barock gegliederte Fassade mit einem von Pilastern eingefassten Rundbogenportal mit gesprengtem Giebel aus der zweiten Hälfte des 17. Jahrhunderts. Aus der gleichen Zeit datiert ein schmaler Arkadengang im Hof. | BDA-Hist.: Q37753501 Status: Bescheid Stand der BDA-Liste: 2025-06-30 Name: Wohn- und Geschäftshaus GstNr.: .30 |
| ja   | Datei hochladen | Bürgerhaus HERIS-ID: 14363 Objekt-ID: 10597                                                                  | Hauptplatz 12 Standort KG: Wiener Neustadt                                                 | Im Inneren des dreigeschoßigen Gebäudes gibt es ein stuckiertes Netzgewölbe sowie eine Holzbalkendecke mit Unterzug aus der Mitte des 16. Jahrhunderts. | BDA-Hist.: Q37753626 Status: Bescheid Stand der BDA-Liste: 2025-06-30 Name: Bürgerhaus GstNr.: .30 |
| ja   | Datei hochladen | Wohn- und Geschäftshaus, Alte Kronenapotheke HERIS-ID: 14364 Objekt-ID: 10598                                | Hauptplatz 13 Standort KG: Wiener Neustadt                                                 | Das dreigeschoßige Eckhaus zur Wiener Straße hat einen kreuzgrat- bzw. kreuzrippengewölbten Arkadengang auf geböschten Arkadenpfeilern sowie ein gotisches Spitzbogenportal von 1430. An der Seitenfront ruht auf Kragsteinen ein Flacherker, der ebenso wie Teile der Lauben nach Zerstörung im Zweiten Weltkrieg wiederhergestellt wurde. Im Erdgeschoß befindet sich ein Einstützenraum vermutlich aus dem 15. Jahrhundert sowie eine zweijochige ehemalige Durchfahrt mit Kreuzrippengewölbe um 1300. | BDA-Hist.: Q37753698 Status: Bescheid Stand der BDA-Liste: 2025-06-30 Name: Wohn- und Geschäftshaus, Alte Kronenapotheke GstNr.: .23 Hauptplatz 13, Wiener Neustadt |
| ja   | Datei hochladen | Wohn- und Geschäftshaus HERIS-ID: 14365 Objekt-ID: 10599                                                     | Hauptplatz 14 Standort KG: Wiener Neustadt                                                 | Das viergeschoßige frühneuzeitliche, im Kern gotische Bürgerhaus mit einem Laubengang aus dem 14. Jahrhundert trägt eine Renaissance-Sgraffitofassade aus dem Jahr 1584 und an der Ecke unter der Dachtraufe eine Skulptur eines Fabelwesens. | BDA-Hist.: Q37753808 Status: Bescheid Stand der BDA-Liste: 2025-06-30 Name: Wohn- und Geschäftshaus GstNr.: .125 Hauptplatz 14, Wiener Neustadt |
| ja   | Datei hochladen | Wohn- und Geschäftshaus HERIS-ID: 14366 Objekt-ID: 10600                                                     | Hauptplatz 15 Standort KG: Wiener Neustadt                                                 | Das viergeschoßige Gebäude stammt im Kern aus dem Spätmittelalter, die Fassade dagegen erst aus der zweiten Hälfte des 18. Jahrhunderts. Der Laubengang musste nach 1945 erneuert werden. | BDA-Hist.: Q37753899 Status: § 2a Stand der BDA-Liste: 2025-06-30 Name: Wohn- und Geschäftshaus GstNr.: .126 Hauptplatz 15, Wiener Neustadt |
| ja   | Datei hochladen | Bürgerhaus HERIS-ID: 14368 Objekt-ID: 10602                                                                  | Hauptplatz 17 Standort KG: Wiener Neustadt                                                 | Das dreigeschoßige frühneuzeitliche Bürgerhaus mit Laubengang aus dem 15. Jahrhundert wurde in der ersten Hälfte des 18. Jahrhunderts barockisiert (der Keilstein der Rundbogeneinfahrt ist mit 1735 bezeichnet). | BDA-Hist.: Q37754070 Status: Bescheid Stand der BDA-Liste: 2025-06-30 Name: Bürgerhaus GstNr.: .128 |
| ja   | Datei hochladen | Bürgerhaus HERIS-ID: 14369 Objekt-ID: 10603                                                                  | Hauptplatz 18 Standort KG: Wiener Neustadt                                                 | Das viergeschoßige Eckhaus wurde 1952 nach Zerstörung im Zweiten Weltkrieg wieder aufgebaut. Dabei wurde ein spätromanisches Fenstergewände aus dem 13. Jahrhundert wieder verwendet. Vom Laubengang sind die zwei westlichen Joche original erhalten (erkennbar an den figuralen Schlusssteinen; von den schlichten Schlusssteinen der rekonstruierten Joche trägt einer die Jahreszahl 1952). | BDA-Hist.: Q37754090 Status: Bescheid Stand der BDA-Liste: 2025-06-30 Name: Bürgerhaus GstNr.: .129 Hauptplatz 18, Wiener Neustadt |
| ja   | Datei hochladen | Wohn- und Geschäftshaus HERIS-ID: 14371 Objekt-ID: 10605                                                     | Hauptplatz 20 Standort KG: Wiener Neustadt                                                 | Im Kern ist der viergeschoßige Bau mittelalterlich; die späthistoristische Fassadengestaltung stammt aus dem dritten Viertel des 19. Jahrhunderts. Im Erdgeschoß befand sich das traditionsreiche Kaffeehaus Bernhart. | BDA-Hist.: Q37754187 Status: Bescheid Stand der BDA-Liste: 2025-06-30 Name: Wohn- und Geschäftshaus GstNr.: .135/2 Hauptplatz 20, Wiener Neustadt |
| ja   | Datei hochladen | Bürgerhaus HERIS-ID: 14372 Objekt-ID: 10606                                                                  | Hauptplatz 21 Standort KG: Wiener Neustadt                                                 | Das dreigeschoßige Eckhaus zur Ungargasse wurde nach teilweiser Zerstörung im Zweiten Weltkrieg weitgehend neu errichtet; auch der Laubengang wurde rekonstruiert. | BDA-Hist.: Q37754237 Status: Bescheid Stand der BDA-Liste: 2025-06-30 Name: Bürgerhaus GstNr.: .136 Hauptplatz 21, Wiener Neustadt |
| ja   | Datei hochladen | Wohn- und Geschäftshaus HERIS-ID: 14373 Objekt-ID: 10607                                                     | Hauptplatz 23 Standort KG: Wiener Neustadt                                                 | Das Gebäude selbst stammt im Kern aus dem 16., die historistische Fassade zum Hauptplatz hingegen aus dem dritten Viertel des 19. Jahrhunderts. Die Fassade zur Ungargasse entstand nach 1945 nach Abbruch des schmalen Eckhauses Hauptplatz 22. | BDA-Hist.: Q37754343 Status: Bescheid Stand der BDA-Liste: 2025-06-30 Name: Wohn- und Geschäftshaus GstNr.: .138/1 |
| ja   | Datei hochladen | Bürgerhaus HERIS-ID: 14374 Objekt-ID: 10608                                                                  | Hauptplatz 24 Standort KG: Wiener Neustadt                                                 | Das dreigeschoßige, gegen die Keßlergasse gekrümmte Haus ist im Kern spätgotisch, die Fensterrahmungen frühneuzeitlich. Auch die zweijochige Einfahrt stammt aus dem 15. Jahrhundert, während das Korbbogenportal im Keilstein mit 1768 bezeichnet ist. | BDA-Hist.: Q37754380 Status: Bescheid Stand der BDA-Liste: 2025-06-30 Name: Bürgerhaus GstNr.: .139/1 |
| ja   | Datei hochladen | Wohn- und Geschäftshaus HERIS-ID: 14375 Objekt-ID: 10609                                                     | Hauptplatz 25 Standort KG: Wiener Neustadt                                                 | Das Wohn- und Geschäftshaus entstand in der ersten Hälfte des 19. Jahrhunderts; im Rundbogendekor über den Fenstern des zweiten Geschoßes klingt noch die biedermeierliche Fassadengestaltung an. | BDA-Hist.: Q37754443 Status: Bescheid Stand der BDA-Liste: 2025-06-30 Name: Wohn- und Geschäftshaus GstNr.: .145 |
| ja   | Datei hochladen | Bürgerhaus HERIS-ID: 14376 Objekt-ID: 10610                                                                  | Hauptplatz 28 Standort KG: Wiener Neustadt                                                 | Das viergeschoßige Gebäude wurde nach schweren Kriegsschäden teilweise erneuert. Über den Fenstern des zweiten Geschoßes sind vier klassizistische Steinreliefs mit Darstellungen antiker Gottheiten angebracht. | BDA-Hist.: Q37754538 Status: Bescheid Stand der BDA-Liste: 2025-06-30 Name: Bürgerhaus GstNr.: .148 |
| ja   | Datei hochladen | Wohn- und Geschäftshaus HERIS-ID: 14377 Objekt-ID: 10611                                                     | Hauptplatz 29 Standort KG: Wiener Neustadt                                                 | Das dreigeschoßige Eckhaus zur Neunkirchner Straße mit schlichter Fassade entstand Mitte des 19. Jahrhunderts. | BDA-Hist.: Q37754611 Status: Bescheid Stand der BDA-Liste: 2025-06-30 Name: Wohn- und Geschäftshaus GstNr.: .149 Hauptplatz 29, Wiener Neustadt |
| ja   | Datei hochladen | Wohn- und Geschäftshaus HERIS-ID: 14382 Objekt-ID: 10616                                                     | Hauptplatz 34 Standort KG: Wiener Neustadt                                                 | Das dreigeschoßige, in der Substanz frühneuzeitliche Gebäude bildet die nordwestliche Ecke des „Grätzls“. Die biedermeierliche Fassade entstand Mitte des 19. Jahrhunderts. An der Ecke sitzt ein flacher Erker über zwei Konsolsteinen. | BDA-Hist.: Q37754911 Status: Bescheid Stand der BDA-Liste: 2025-06-30 Name: Wohn- und Geschäftshaus GstNr.: .19 |
| ja   | Datei hochladen | Wohn- und Geschäftshaus, Ehemaliges Stiftshaus HERIS-ID: 14383 Objekt-ID: 10617                              | Hauptplatz 35 Standort KG: Wiener Neustadt                                                 | Das spätgotische bis frühneuzeitliche nordöstliche Eckhaus des „Grätzls“ hat eine schlichte Fassade aus der Mitte des 19. Jahrhunderts, ein barockes Korbbogenportal sowie eine Eisenplattentür aus der Zeit um 1500. | BDA-Hist.: Q37755023 Status: Bescheid Stand der BDA-Liste: 2025-06-30 Name: Wohn- und Geschäftshaus, Ehemaliges Stiftshaus GstNr.: .20 |
| ja   | Datei hochladen | Salettl HERIS-ID: 110810 Objekt-ID: 128559                                                                   | Heimkehrerstraße 4 Standort KG: Wiener Neustadt                                            | | BDA-Hist.: Q37820851 Status: Bescheid Stand der BDA-Liste: 2025-06-30 Name: Salettl GstNr.: .615 |
| ja   | Datei hochladen | Bürgerhaus HERIS-ID: 14424 Objekt-ID: 10658                                                                  | Herrengasse 7 Standort KG: Wiener Neustadt                                                 | Der kleine zweigeschoßige Bau mit barocker Fassade aus der ersten Hälfte des 18. Jahrhunderts stammt im Kern aus der frühen Neuzeit. | BDA-Hist.: Q37756314 Status: Bescheid Stand der BDA-Liste: 2025-06-30 Name: Bürgerhaus GstNr.: .30 |
| ja   | Datei hochladen | Bürgerhaus HERIS-ID: 14425 Objekt-ID: 10659                                                                  | Herrengasse 17 Standort KG: Wiener Neustadt                                                | Das schlichte zweigeschoßige Wohngebäude mit Kordongesimsen und Parapetfeldern im Obergeschoß wurde um 1761 errichtet (Jahreszahl im Keilstein über dem Portal). Die Hoffront mit Pawlatschengang sowie die kleinteilige Verbauung im Hof entstand in der ersten Hälfte, das in drei Rundbogenfenstern geöffnete Salettl im westlichen Garten in der Mitte des 19. Jahrhunderts. | BDA-Hist.: Q37756383 Status: Bescheid Stand der BDA-Liste: 2025-06-30 Name: Bürgerhaus GstNr.: 51, .55 |
| ja   | Datei hochladen | Bürgerhaus HERIS-ID: 14426 Objekt-ID: 10660                                                                  | Herrengasse 23 Standort KG: Wiener Neustadt                                                | Das Gebäude mit glatter barocker Fassade und pilastergerahmtem Korbbogenportal stammt im Kern aus dem Spätmittelalter. | BDA-Hist.: Q37756396 Status: Bescheid Stand der BDA-Liste: 2025-06-30 Name: Bürgerhaus GstNr.: .51 |
| ja   | Datei hochladen | Schule, Ehemalige Lehrerinnenbildungsanstalt HERIS-ID: 14427 Objekt-ID: 10661                                | Herrengasse 29 Standort KG: Wiener Neustadt                                                | Der ursprünglich dreigeschoßige, Anfang des 20. Jahrhunderts und 1945 um je ein Geschoß aufgestockte historistische Schulbau entstand ursprünglich für die Bundes-Lehrer- und Lehrerinnenbildungsanstalt. Weitere Trakte im Westen und Süden wurden nach Schäden im Zweiten Weltkrieg abgerissen und entlang der Herzog-Leopold-Straße um 2000 durch einen Neubau ersetzt. | BDA-Hist.: Q14530931 Status: § 2a Stand der BDA-Liste: 2025-06-30 Name: Schule, Ehemalige Lehrerinnenbildungsanstalt GstNr.: .358/2 BORG Wiener Neustadt |
| ja   | Datei hochladen | Wohn- und Geschäftshaus HERIS-ID: 14428 Objekt-ID: 10662                                                     | Herzog Leopold-Straße 5 Standort KG: Wiener Neustadt                                       | Das dreigeschoßige spätbarocke Bürgerhaus mit repräsentativer Fassade stammt aus dem vierten Viertel des 18. Jahrhunderts. | BDA-Hist.: Q37756423 Status: Bescheid Stand der BDA-Liste: 2025-06-30 Name: Wohn- und Geschäftshaus GstNr.: .349 |
| ja   | Datei hochladen | Bürgerhaus HERIS-ID: 109835 Objekt-ID: 127472                                                                | Herzog Leopold-Straße 16 - 18 Standort KG: Wiener Neustadt                                 | Das Gebäude stammt im Kern aus dem späten Mittelalter oder der frühen Neuzeit, die heutige Fassade entstand erst um 1900. | BDA-Hist.: Q37815619 Status: Bescheid Stand der BDA-Liste: 2025-06-30 Name: Bürgerhaus GstNr.: .43 |
| ja   | Datei hochladen | Stadttheater HERIS-ID: 14430 Objekt-ID: 10664                                                                | Herzog Leopold-Straße 17 Standort KG: Wiener Neustadt                                      | Das Theater war ehemals die Kirche des benachbarten Karmelitinnenklosters, die 1675 fertiggestellt wurde. Nach Aufhebung des Klosters und Profanierung der Kirche (1782) erfolgte bis 1793 die Umgestaltung in ein Theater. | BDA-Hist.: Q1750252 Status: § 2a Stand der BDA-Liste: 2025-06-30 Name: Stadttheater GstNr.: .357 Stadttheater Wiener Neustadt |
| ja   | Datei hochladen | Bürgerhaus HERIS-ID: 109842 Objekt-ID: 127479                                                                | Herzog Leopold-Straße 16-18 Standort KG: Wiener Neustadt                                   | Die Fassade des Hauses stammt aus der Zeit um 1900; das Gebäude selbst ist im Kern spätmittelalterlich oder frühneuzeitlich. | BDA-Hist.: Q37815641 Status: Bescheid Stand der BDA-Liste: 2025-06-30 Name: Bürgerhaus GstNr.: .43 |
| ja   | Datei hochladen | Volksschule und Konservatorium HERIS-ID: 14431 Objekt-ID: 10665                                              | Herzog Leopold-Straße 21 Standort KG: Wiener Neustadt                                      | Das ehemalige Karmelitinnenkloster wurde 1665 gegründet; die Grundsteinlegung erfolgte 1668 durch Kaiser Leopold I. Das Kloster wurde vermutlich durch den Karmeliter-Laienbruder Athanasius (bürgerlich: Martin Witwer) errichtet und 1675 fertiggestellt. Nach Aufhebung des Klosters 1782 wurde das Klostergebäude zunächst zum Erziehungshaus des Infanterieregiments Hoch- und Deutschmeister umgestaltet; 1784 wurde eine Hauptschule und 1868 auch eine Volksschule eingerichtet. | BDA-Hist.: Q37756452 Status: § 2a Stand der BDA-Liste: 2025-06-30 Name: Volksschule und Konservatorium GstNr.: .357 |
| ja   | Datei hochladen | Wohnhaus HERIS-ID: 14432 Objekt-ID: 10666                                                                    | Herzog Leopold-Straße 26 Standort KG: Wiener Neustadt                                      | Das dreigeschoßige Wohnhaus wurde in der ersten Hälfte des 19. Jahrhunderts aus zwei im Kern mittelalterlichen Gebäuden adaptiert und erhielt seine durch Kolossalpilaster gegliederte Fassade. In der Einfahrt sind hofseitig noch zwei vermauerte hochgotische Lanzettfenster vorhanden. | BDA-Hist.: Q37756461 Status: Bescheid Stand der BDA-Liste: 2025-06-30 Name: Wohnhaus GstNr.: .48 Herzog-Leopold-Straße 26, Wiener Neustadt |
| ja   | Datei hochladen | Hl.-Johann-Nepomuk-Kapelle HERIS-ID: 14312 Objekt-ID: 10546                                                  | bei Johannes von Nepomuk-Platz 1 Standort KG: Wiener Neustadt                              | Die Kapelle wurde 1704 von Caspar Adam Exinger gestiftet und schon 1756 durch Anton Obermayer erneuert und ergänzt. Nach zweimaliger Standortveränderung 1901 abgetragen und eingelagert, wurde sie 1979 nahe dem ursprünglichen Standort wieder aufgestellt. | BDA-Hist.: Q1697109 Status: § 2a Stand der BDA-Liste: 2025-06-30 Name: Hl. Johann-Nepomuk-Kapelle GstNr.: 325 Johannes-Nepomuk-Kapelle (Wiener Neustadt) |
| ja   | Datei hochladen | sog. Grabner-Villa HERIS-ID: 16622 Objekt-ID: 12888                                                          | Kaiser Maximilian-Promenade 1 Standort KG: Wiener Neustadt                                 | Der frei stehende zweigeschoßige historistische Bau hat eine rustizierte Fassade mit einer pilastergerahmten leicht vorstehenden Portal-Fenster-Achse und einem umlaufenden plastischen Kordongesimse mit Mäanderfries und geraden Fensterverdachungen im Obergeschoß. Gartenseitig befindet sich eine gerade Balustertreppe. | BDA-Hist.: Q37821769 Status: § 2a Stand der BDA-Liste: 2025-06-30 Name: sog. Grabner-Villa GstNr.: 765/1 |
| ja   | Datei hochladen | Paul-Johannes-Schlesinger-Hof HERIS-ID: 14433 Objekt-ID: 10667                                               | Kammanngasse 3a, 3b, 5 / Dietrichgasse 23 Standort KG: Wiener Neustadt                     | Die entlang der Kammanngasse und der Dietrichgasse errichtete L-förmige mehrteilige Wohnhausanlage entstand um 1920/30. Die Fassaden sind abwechslungsreich mit Lisenen und Putzfeldern gegliedert, mit Erkern und giebelartigen Dachaufbauten versehen und mit Terrakottadekor verziert. | BDA-Hist.: Q37756471 Status: § 2a Stand der BDA-Liste: 2025-06-30 Name: Paul-Johannes-Schlesinger-Hof GstNr.: .2460, .2509, .2985, .3106 Kammanngasse 3a-5 (Wiener Neustadt) |
| ja   | Datei hochladen | Wohnhaus HERIS-ID: 14434 Objekt-ID: 10668                                                                    | Kammanngasse 4 Standort KG: Wiener Neustadt                                                | Das zweigeschoßige Mehrfamilienhaus entstand um 1930. Der lisenengegliederte Mittelrisalit ist durch einen Dreiecksgiebel bekrönt; rechts und links davon ist je ein zweigeschoßiger, ins Walmdach reichender Obergeschoßerker angeordnet. | BDA-Hist.: Q37756482 Status: § 2a Stand der BDA-Liste: 2025-06-30 Name: Wohnhaus GstNr.: .3144 |
| ja   | Datei hochladen | Bürgerhaus HERIS-ID: 14435 Objekt-ID: 10669                                                                  | Keßlergasse 4 Standort KG: Wiener Neustadt                                                 | Markantes Detail des zweigeschoßigen spätgotischen Wohnhauses (um 1500) ist das Obergeschoß, das über Konsolsteinen bzw. Steinpfeilern vorkragt. | BDA-Hist.: Q37756512 Status: Bescheid Stand der BDA-Liste: 2025-06-30 Name: Bürgerhaus GstNr.: .144 |
| ja   | Datei hochladen | Bürgerhaus, Ehemaliges Freihaus Kreyg HERIS-ID: 14436 Objekt-ID: 10670                                       | Keßlergasse 16 Standort KG: Wiener Neustadt                                                | Der zweigeschoßige schlichte Bau mit leicht geschwungener Fassade stammt im Kern aus dem 16./17. Jahrhundert. | BDA-Hist.: Q37756523 Status: Bescheid Stand der BDA-Liste: 2025-06-30 Name: Bürgerhaus, Ehemaliges Freihaus Kreyg GstNr.: .167/2 |
| ja   | Datei hochladen | Bildstock, Spinnerin am Kreuz HERIS-ID: 14323 Objekt-ID: 10557                                               | gegenüber Kreuzgasse 10 Standort KG: Wiener Neustadt                                       | Die turmartige, 21 m hohe gotische Wegsäule wurde vermutlich 1391 bis 1392 aufgrund einer Stiftung des Stadtrichters und Bürgermeisters Wolfhard von Schwarzensee durch Meister Michael errichtet. Das obere Drittel fiel dem Wirbelsturm 1902 zum Opfer und wurde bis 1906 wiederhergestellt. | BDA-Hist.: Q1759436 Status: § 2a Stand der BDA-Liste: 2025-06-30 Name: Bildstock, Spinnerin am Kreuz GstNr.: 1854/2 Spinnerin am Kreuz (Wiener Neustadt) |
| ja   | Datei hochladen | Bürgerhaus HERIS-ID: 59453 Objekt-ID: 70758                                                                  | Lange Gasse 15 Standort KG: Wiener Neustadt                                                | Das zweigeschoßige Haus mit Erker entstand im 16. Jahrhundert. | BDA-Hist.: Q38087331 Status: Bescheid Stand der BDA-Liste: 2025-06-30 Name: Bürgerhaus GstNr.: .254 |
| ja   | Datei hochladen | Bürgerhaus, Josef-Matthias-Hauer-Haus HERIS-ID: 14439 Objekt-ID: 10674                                       | Lange Gasse 23 Standort KG: Wiener Neustadt                                                | Das Geburtshaus des Komponisten Josef Matthias Hauer ist ein zweigeschoßiges, im Kern mittelalterliches Gebäude mit langgestrecktem Hoftrakt, dem ein offener Laubengang über Pfeilerarkaden vorgelagert ist. | BDA-Hist.: Q37756603 Status: Bescheid Stand der BDA-Liste: 2025-06-30 Name: Bürgerhaus, Josef Matthias Hauer-Haus GstNr.: .266 |
| ja   | Datei hochladen | Bürgerhaus HERIS-ID: 14440 Objekt-ID: 10675                                                                  | Lange Gasse 24 Standort KG: Wiener Neustadt                                                | Der im Kern spätgotische Bau war ab 1605 das Wohnhaus des Bildhauers Johann Baptist Zelpi, an den eine Gedenktafel erinnert. Die secessionistische Fassade entstand um 1900. | BDA-Hist.: Q37756717 Status: § 57-Mandatsbescheid Stand der BDA-Liste: 2025-06-30 Name: Bürgerhaus GstNr.: .321 |
| ja   | Datei hochladen | Bürgerhaus HERIS-ID: 14442 Objekt-ID: 10677                                                                  | Lederergasse 8 Standort KG: Wiener Neustadt                                                | Das dreigeschoßige Gebäude stammt im Kern aus der ersten Hälfte des 16. Jahrhunderts. Ein mächtiges Rundbogenportal mit Steingewände führt in eine tonnengewölbte Einfahrt. Oberhalb des Portals wurde ein Steingewändefenster freigelegt. Reste der gemalten Fassadengliederung sind erhalten geblieben. | BDA-Hist.: Q37756753 Status: Bescheid Stand der BDA-Liste: 2025-06-30 Name: Bürgerhaus GstNr.: .247 Lederergasse 8 (Wiener Neustadt) |
| ja   | Datei hochladen | Bürgerhaus HERIS-ID: 14443 Objekt-ID: 10678                                                                  | Lederergasse 12 Standort KG: Wiener Neustadt                                               | Der schlichte zweigeschoßige Bau stammt aus der ersten Hälfte des 18. Jahrhunderts. Im Hoftrakt sind Arkaden aus dem 16. Jahrhundert erhalten. | BDA-Hist.: Q37756815 Status: Bescheid Stand der BDA-Liste: 2025-06-30 Name: Bürgerhaus GstNr.: .245 Lederergasse 12, Wiener Neustadt |
| ja   | Datei hochladen | Landesgericht HERIS-ID: 14446 Objekt-ID: 10681                                                               | Maria Theresien-Ring 5 Standort KG: Wiener Neustadt                                        | Das mächtige späthistoristische Gebäude wurde von 1890 bis 1893 erbaut. | BDA-Hist.: Q122051272 Status: § 2a Stand der BDA-Liste: 2025-06-30 Name: Landesgericht GstNr.: .1518/1 Landesgericht Wiener Neustadt |
| ja   | Datei hochladen | Schule am Baumkirchnerring, Ehemalige Kaiser-Franz-Joseph-Jubiläums-Schule HERIS-ID: 14457 Objekt-ID: 10692  | Martinsgasse 11 Standort KG: Wiener Neustadt                                               | Der dreigeschoßige Schulbau wurde 1888/89 als Doppelvolksschule im Neorenaissancestil errichtet. Anmerkung: Bis 2011 war das idente Objekt auch unter der ObjektID 114436 geschützt. | BDA-Hist.: Q24463519 Status: § 2a Stand der BDA-Liste: 2025-06-30 Name: Schule am Baumkirchnerring, Ehemalige Kaiser-Franz-Joseph-Jubiläums-Schule GstNr.: .1392 |
| ja   | Datei hochladen | Ungarbad HERIS-ID: 14447 Objekt-ID: 10682                                                                    | Neudörfler Straße 1 Standort KG: Wiener Neustadt                                           | Das mittlerweile geschlossene Schwimmbad entstand um 1900. Zur Straße hin erhebt sich ein zentraler, an die Straßenecke gesetzter polygonaler Bau mit Laternenaufsatz und Putzgliederung. | BDA-Hist.: Q37757066 Status: § 2a Stand der BDA-Liste: 2025-06-30 Name: Ungarbad GstNr.: .2862, 1120/2 |
| ja   | Datei hochladen | Bildstock, Raaber Kreuz HERIS-ID: 14332 Objekt-ID: 10566                                                     | bei Neudörfler Straße 50 Standort KG: Wiener Neustadt                                      | Die Bildsäule (ein hoher spätgotischer abgefaster Steinpfeiler mit Lichthäuschen-Aufsatz) erinnert zusammen mit der 1957 errichteten Steineinfriedung mit Gedenktafel sowohl an den Tod Friedrichs des Streitbaren in der Schlacht an der Leitha am 15. Juni 1246 als auch an die Wiedereroberung der Festung Raab (Győr) am 29. März 1598 (Raaberkreuz). | BDA-Hist.: Q37750549 Status: § 2a Stand der BDA-Liste: 2025-06-30 Name: Bildstock, Raaber Kreuz GstNr.: 1068/4 |
| ja   | Datei hochladen | Stift Neukloster samt Kirche zur Allerheiligsten Dreifaltigkeit HERIS-ID: 14307 Objekt-ID: 10541             | Neuklostergasse 1 Standort KG: Wiener Neustadt                                             | Das Klostergebäude wurde ab ca. 1520 errichtet. Nach der Umgestaltung ab 1763 präsentiert sich die Hauptfassade zur Neuklostergasse barock gegliedert. Über dem frühbarocken Portal befinden sich im obersten Geschoß in einem Putzrahmenfeld ein krabbenbesetzter gotischer Kielbogen, der von Fabeltieren getragen wird, Schriftbänder aus 1440 bzw. 1444, die Wappenschilde des Heiligen Römischen Reiches, Österreichs und der Steiermark sowie eine farbige Reliefskulptur aus drei sitzenden Figuren und darüber der Taube des Heiligen Geistes vermutlich aus 1444. Seitlich davon zeigen barocke Wandmalereien die Heiligen Benedikt und Bernhard, Putten sowie Ansichten des Neuklosters und der Stadt Wiener Neustadt. | BDA-Hist.: Q2348621 Status: § 2a Stand der BDA-Liste: 2025-06-30 Name: Stift Neukloster samt Kirche zur Allerheiligsten Dreifaltigkeit GstNr.: .504/3, .504/1 Stift Neukloster |
| ja   | Datei hochladen | Gartenmauer des Neuklosters HERIS-ID: 99209 Objekt-ID: 115305                                                | Neuklostergasse 1 Standort KG: Wiener Neustadt                                             | Die Gartenmauer entlang der Ungargasse entstand 1446–1465 als Mauer des Tiergartens („Zeiselmauer“). | BDA-Hist.: Q37773877 Status: § 2a Stand der BDA-Liste: 2025-06-30 Name: Gartenmauer des Neuklosters GstNr.: 938 |
| ja   | Datei hochladen | Bürgerhaus HERIS-ID: 50849 Objekt-ID: 56264                                                                  | Neunkirchner Straße 3 Standort KG: Wiener Neustadt                                         | Das schmale dreigeschoßige Wohnhaus entstand um 1850. | BDA-Hist.: Q38042399 Status: Bescheid Stand der BDA-Liste: 2025-06-30 Name: Bürgerhaus GstNr.: .150 |
| ja   | Datei hochladen | Bürgerhaus HERIS-ID: 14448 Objekt-ID: 10683                                                                  | Neunkirchner Straße 9 Standort KG: Wiener Neustadt                                         | Das Gebäude wurde nach Zerstörung im Zweiten Weltkrieg 1954 neu errichtet. Im Erdgeschoß blieben jedoch ein spätgotischer Einsäulenraum sowie eine frühgotische zweijochige Einfahrt jeweils mit Kreuzrippengewölben erhalten und wurden in Geschäftslokale einbezogen. | BDA-Hist.: Q37757138 Status: Bescheid Stand der BDA-Liste: 2025-06-30 Name: Bürgerhaus GstNr.: .172/4 Neunkirchner Straße 9 (Wiener Neustadt) |
| ja   | Datei hochladen | Wohnhaus, Ehemaliges Jesuitenkollegium HERIS-ID: 14449 Objekt-ID: 10684                                      | Neunkirchner Straße 17 Standort KG: Wiener Neustadt                                        | Das Kolleg wurde 1666 gegründet. Nach Aufhebung des Ordens 1773 kam das Gebäude zunächst an den Paulinerorden und diente nach dessen Aufhebung als Fabriksgebäude. 1892 erwarb die Wiener Neustädter Sparkasse den Komplex und adaptierte ihn; das Kirchengebäude wurde zum Veranstaltungssaal („Sparkassensaal“) umgestaltet. Das Kollegsgebäude nimmt in Hakenform den Nord- und Westteil der Anlage ein. Die Fassade der langgestreckten Straßenfront ist in barock-klassizistischem Stil palaisartig gestaltet. Der fünfachsige Mittelrisalit ist durch Obergeschoßlisenen gegliedert, das Mittelportal ist von Doppelsäulen mit einem aufgesetzten Balkon flankiert, die Dachbalustrade mit Vasen dekoriert. Hingegen ist die hofseitige Fassade schlicht gehalten. Am Nordtrakt befindet sich eine mit 1726 datierte Sonnenuhr. | BDA-Hist.: Q37757202 Status: Bescheid Stand der BDA-Liste: 2025-06-30 Name: Wohnhaus, Ehemaliges Jesuitenkollegium GstNr.: .164 Jesuitenkolleg (Wiener Neustadt) |
| ja   | Datei hochladen | Bürgerhaus, sog. Sgraffitohaus HERIS-ID: 14450 Objekt-ID: 10685                                              | Neunkirchner Straße 19 Standort KG: Wiener Neustadt                                        | Das Gebäude stammt im Kern aus dem 14. Jahrhundert, vor allem das teilweise kreuzrippengewölbte Erdgeschoß sowie ein gotisches Maßwerkfenster im ersten Obergeschoß. Die Renaissance-Fassade mit ornamentalen Fensterrahmungen, Fabeltieren in der Portalrahmung sowie der Jahreszahl 1584 in den Fensterzwickeln wurde in Sgraffito-Technik gestaltet. | BDA-Hist.: Q37757306 Status: Bescheid Stand der BDA-Liste: 2025-06-30 Name: Bürgerhaus, sog. Sgrafittohaus GstNr.: .163/1 Neunkirchner Straße 19 (Wiener Neustadt) |
| ja   | Datei hochladen | Bürgerhaus HERIS-ID: 14410 Objekt-ID: 10644                                                                  | Neunkirchner Straße 21 Standort KG: Wiener Neustadt                                        | Das zweigeschoßige Eckhaus zur Burggasse stammt im Kern aus dem 16. Jahrhundert. Das rustizierte Korbbogenportal ist bezeichnet mit „HF 1719“. Eine Gedenktafel erinnert an den Maler Hans Miko († 1478) und den Baumeister Sebald Werpacher († 1503). | BDA-Hist.: Q37756088 Status: Bescheid Stand der BDA-Liste: 2025-06-30 Name: Bürgerhaus GstNr.: .161 Neunkirchner Straße 21 (Wiener Neustadt) |
| ja   | Datei hochladen | Reste der ehem. Stadtbefestigung im Bereich des Szokoll-Parks HERIS-ID: 112339 Objekt-ID: 130482seit 2015    | Neunkirchner Straße 27 Standort KG: Wiener Neustadt                                        | Im Bereich des Szokoll-Parks sind unterirdische Reste der ehemaligen Stadtbefestigung dokumentiert. Es handelt sich um Vorwerke des Neunkirchner Tores sowie um Anschlüsse von Stadt- und Zwingermauern. | BDA-Hist.: Q37830518 Status: Bescheid Stand der BDA-Liste: 2025-06-30 Name: Reste der ehem. Stadtbefestigung im Bereich des Szokoll-Parks GstNr.: 4797/45, 18/2 |
| ja   | Datei hochladen | Bürgerhaus, sog. Pusika-Haus HERIS-ID: 14451 Objekt-ID: 10686                                                | Neunkirchner Straße 30 Standort KG: Wiener Neustadt                                        | Das zweigeschoßige, im Kern spätmittelalterliche Wohnhaus des Baumeisters Peter von Pusika († 1475) hat zur Neunkirchner Straße eine barocke Giebelfront mit Volutengiebel, geschweiften Fensterverdachungen und einem Wandbild der Schwarzen Madonna von Czenstochau, während die langgestreckte neunachsige Front zur Bahngasse geböschte Mauern im Erdgeschoß und einfache Lisenengliederung zeigt. | BDA-Hist.: Q37757401 Status: Bescheid Stand der BDA-Liste: 2025-06-30 Name: Bürgerhaus, sog. Pusika-Haus GstNr.: .194 |
| ja   | Datei hochladen | Bürgerhaus HERIS-ID: 14453 Objekt-ID: 10688                                                                  | Neunkirchner Straße 34 Standort KG: Wiener Neustadt                                        | Das im Kern spätmittelalterliche dreigeschoßige Haus hat im dritten Geschoß zum Teil eine Blendfassade vor dem doppelten Schopfwalmdach. Über dem rundbogigen Einfahrtsportal sitzt ein spätgotischer Flacherker auf einer Konsole. Auch an der Seitenfront zur Bräuhausgasse befindet sich im ersten Obergeschoß ein spätgotischer Flacherker mit einem Spionfenster. | BDA-Hist.: Q37757485 Status: Bescheid Stand der BDA-Liste: 2025-06-30 Name: Bürgerhaus GstNr.: .196 Neunkirchner Straße 34 (Wiener Neustadt) |
| ja   | Datei hochladen | Sala Terrena HERIS-ID: 14454 Objekt-ID: 10689                                                                | Neunkirchner Straße 36 Standort KG: Wiener Neustadt                                        | Im Hof des langgestreckten Bürgerhauses wurde im dritten Viertel des 17. Jahrhunderts ein Gartenhaus (Sala terrena) an die Stadtmauer angebaut. Das pultgedeckte rechteckige Häuschen hat ein breites Segmentbogenportal mit maskengezierten Kämpfersteinen, kleinen lorbeergerahmten Reliefköpfen sowie Muschel- und Rankendekor. | BDA-Hist.: Q37757558 Status: Bescheid Stand der BDA-Liste: 2025-06-30 Name: Sala Terrena GstNr.: .200 Neunkirchner Straße 36 (Wiener Neustadt) |
| ja   | Datei hochladen | Liesganigstein HERIS-ID: 14331 Objekt-ID: 10565                                                              | bei Neunkirchner Straße 52b Standort KG: Wiener Neustadt                                   | Der Stein erinnert an den Astronomen Joseph Liesganig und seine Arbeiten im Zusammenhang mit der Triangulierung der Monarchie, etwa der Josephinischen Landesaufnahme. Siehe auch: Wiener Neustädter Grundlinie. | BDA-Hist.: Q1824329 Status: Bescheid Stand der BDA-Liste: 2025-06-30 Name: Grenzstein, Liesganigstein GstNr.: 3650/86 Liesganigstein (Wiener Neustadt) |
| ja   | Datei hochladen | Ehemaliger Schlachthof HERIS-ID: 50859 Objekt-ID: 56283                                                      | Neunkirchner Straße 65 Standort KG: Wiener Neustadt                                        | Der Schlachthof entstand im Wesentlichen im letzten Jahrzehnt des 19. Jahrhunderts. Die weitläufige Anlage besteht überwiegend aus niedrigen Hallen und Stallgebäuden aus Ziegelmauerwerk. Im westlichen Teil erhebt sich ein noch in Funktion befindlicher Wasserturm aus dem Jahr 1910. Das 1897 erbaute villenartige zweigeschoßige Verwaltungsgebäude an der Straße ist durch ein vorspringendes Kordongesims aus Ziegeln sowie einen Zahnschnittfries dekoriert. | BDA-Hist.: Q38042437 Status: § 2a Stand der BDA-Liste: 2025-06-30 Name: Ehemaliger Schlachthof GstNr.: .1812/1, .1812/4, .1812/5, .995, .1812/3 Schlachthof (Wiener Neustadt) |
| ja   | Datei hochladen | Kommunaler Wohnbau, Pernerstorferhof HERIS-ID: 14456 Objekt-ID: 10691                                        | Pernerstorferstraße 13–17, unger. Nr. Standort KG: Wiener Neustadt                         | Die monumentale Wohnhausanlage entstand 1928 und ist durch Erker, Loggien, Giebel und Arkaden gestaltet. Im Hof befindet sich der so genannte Pernerstofer-Brunnen mit einem Porträtrelief des Politikers Engelbert Pernerstorfer. | BDA-Hist.: Q37757598 Status: Bescheid Stand der BDA-Liste: 2025-06-30 Name: Kommunaler Wohnbau, Pernerstorferhof GstNr.: .3151, .3152 |
| ja   | Datei hochladen | Ehemalige Dominikanerinnenkirche HERIS-ID: 16339 Objekt-ID: 12598                                            | Petersgasse 2 Standort KG: Wiener Neustadt                                                 | Die Kirche St. Peter an der Sperr entstand im dritten Viertel des 14. Jahrhunderts als gotischer Saalbau mit eingezogenem Polygonalchor. Um 1456/57 erfolgte ein weitreichender Umbau unter Peter von Pusika. Nach dem Erdbeben 1768, das schwere Bauschäden verursachte, wurde die Kirche profaniert. | BDA-Hist.: Q64512993 Status: § 2a Stand der BDA-Liste: 2025-06-30 Name: Ehemalige Dominikanerinnenkirche GstNr.: .384/2 St. Peter an der Sperr |
| ja   | Datei hochladen | Ehem. Dominikanerinnenkloster St. Peter an der Sperr/Stadtarchiv HERIS-ID: 14308 Objekt-ID: 10542            | Petersgasse 4 Standort KG: Wiener Neustadt                                                 | Das Dominikanerinnenkloster wurde vor 1250 gegründet. 1280 brannte es ab; im dritten Viertel des 14. Jahrhunderts wurde es neu errichtet und 1450–1475 durch Peter von Pusika umfangreich erneuert. Im Zweiten Weltkrieg wurde der Westteil zerstört und in der Folge abgerissen; der verbliebene Kreuzgangtrakt diente von 1962 bis 1964 als Stadtarchiv und beherbergt seit 1994 (mit einem modernen Zubau) das Stadtmuseum. Die zweigeschoßige Vierflügelanlage um den Kreuzgang mit schlichter Fassade ist im Norden an die Stadtmauer und im Westen an das Langhaus der Klosterkirche angebaut. Es ist nunmehr Teil des Stadtmuseums. | BDA-Hist.: Q1240489 Status: § 2a Stand der BDA-Liste: 2025-06-30 Name: Ehem. Dominikanerinnenkloster St. Peter an der Speer/Stadtarchiv GstNr.: .384/2 Ehemaliges Dominikanerinnenkloster, Wiener Neustadt |
| ja   | Datei hochladen | Kath. Pfarrkirche Herz Mariä HERIS-ID: 14313 Objekt-ID: 10547                                                | Pottendorfer Straße 119 Standort KG: Wiener Neustadt                                       | Der rechteckige Betonbau mit markanter Fenstergestaltung unter einem flachen Walmdach entstand 1957–1959 nach Plänen von Josef Patzelt. In den seitlichen Glockenturm wurde eine Glocke aus dem Jahr 1617 (aus dem Geläute der St.-Georgs-Kirche in der Burg) übertragen. | BDA-Hist.: Q1615050 Status: § 2a Stand der BDA-Liste: 2025-06-30 Name: Kath. Pfarrkirche Herz Mariä GstNr.: .5091 Herz Mariä Kirche (Wiener Neustadt) |
| ja   | Datei hochladen | Rax Werke, sog. Serbenhalle HERIS-ID: 111988seit 2022                                                        | bei Pottendorfer Straße 47 (ehemaliges Mauthaus) Standort KG: Wiener Neustadt              | → Hauptartikel : Serbenhalle f1 | BDA-Hist.: Q112891998 Status: Bescheid Stand der BDA-Liste: 2025-06-30 Name: Rax Werke, sog. Serbenhalle GstNr.: .1068/1 Serbenhalle, Wiener Neustadt |
| ja   | Datei hochladen | Gartendenkmale im Stadtpark HERIS-ID: 14322 Objekt-ID: 10556                                                 | Promenade 5a Standort KG: Wiener Neustadt                                                  | Nach Anlage der Promenade auf dem Glacis vor dem Neunkirchner Tor 1834 entstand der Stadtpark nach Abtragung der Stadtbefestigung um 1860. An Kleindenkmälern finden sich u. a. Denkmäler für die Kaiser Joseph II. und Franz Joseph I. sowie für Franz Schubert, ein Gedenkstein für König Matthias Corvinus, ein Musikpavillon (Wetterfahne bez. mit 1906) sowie eine wegsäulenartige Wetterstation von 1894. Es werden sechs jüdische Grabsteine aus dem 1496 aufgelassenen jüdischen Friedhof zur Schau gestellt. An der Südostecke befindet sich das Gartenhaus Carl Bräulichs, ein zweigeschoßiger Biedermeierbau mit Rundbogen- und Pilastergliederung (bezeichnet 1839). | BDA-Hist.: Q37750230 Status: § 2a Stand der BDA-Liste: 2025-06-30 Name: Gartendenkmale im Stadtpark GstNr.: .5900, .2508, 754/1 Gartendenkmale im Stadtpark, Wiener Neustadt |
| ja   | Datei hochladen | Reste des Weißpriacherturms und Stadtmauer HERIS-ID: 14491 Objekt-ID: 10728                                  | Reyergasse 9 Standort KG: Wiener Neustadt                                                  | Die Reste des Zwischenturms wurden in der zweiten Hälfte des 19. Jahrhunderts in ein Wohnhaus und auch in den modernen Neubau einbezogen. Die Eckbossierung ist bis ins zweite Obergeschoß erhalten. | BDA-Hist.: Q37759845 Status: Bescheid Stand der BDA-Liste: 2025-06-30 Name: Reste des Weißpriacherturms und Stadtmauer GstNr.: .361 Weißpriacherturm |
| ja   | Datei hochladen | Ehem. Deutschordenskirche und -kloster HERIS-ID: 14462 Objekt-ID: 10698                                      | Schlögelgasse 22 Standort KG: Wiener Neustadt                                              | Ursprünglich Standort der ersten, vermutlich 1241 gegründeten und 1608 abgebrannten Deutschordenskommende, hatte der Deutsche Orden das in der Nordostecke der Altstadt gelegene Areal noch vor Errichtung der Kirche gegen das Grundstück der jetzigen Kommende (Bahngasse 3-5) eingetauscht. Karmeliterkirche und -kloster wurden ab 1697 errichtet. Die Weihe der Kirche erfolgte 1718. Nach Aufhebung des Klosters 1783 wurde die Kirche profaniert; sie dient heute als Ausstellungsraum. Kirchenfront und Seitenmauern sind durch den Einbau von rechteckigen Fenstern in allen Geschoßen weitgehend verändert. Vom Glockenturm im Südosten sind noch die oberen zweieinhalb Geschoße sichtbar. | BDA-Hist.: Q1636957 Status: § 2a Stand der BDA-Liste: 2025-06-30 Name: Ehem. Deutschordenskirche und -kloster GstNr.: 74/1 Karmeliterkirche Wiener Neustadt |
| ja   | Datei hochladen | Landesberufsschule HERIS-ID: 99144 Objekt-ID: 115191                                                         | Schneeberggasse 26 Standort KG: Wiener Neustadt                                            | Der viergeschoßige Schulbau mit überhöhtem Mittelrisalit entstand um 1903. Landestaubstummenanstalt 1903–1914, Reservespital 1914–1915, Fliegeroffiziersschule 1915–1918, bis 1932 wieder Landestaubstummenanstalt, Landesberufschule 1933–2017, ab 2017 HLM und BAfEP Wiener Neustadt. | BDA-Hist.: Q33327568 Status: § 2a Stand der BDA-Liste: 2025-06-30 Name: Landesberufschule GstNr.: .1943 Landesberufsschule (Wiener Neustadt) |
| ja   | Datei hochladen | Pestalozzi-Schule HERIS-ID: 50861 Objekt-ID: 56285                                                           | Schneeberggasse 41 Standort KG: Wiener Neustadt                                            | Der monumentale Schulbau mit Heimatstilelementen wurde 1928 nach Plänen von Ernst Hartung errichtet. | BDA-Hist.: Q20645164 Status: § 2a Stand der BDA-Liste: 2025-06-30 Name: Pestalozzi-Schule GstNr.: .3336 Pestalozzi-Schule (Wiener Neustadt) |
| ja   | Datei hochladen | Bürgerhaus HERIS-ID: 14463 Objekt-ID: 10699                                                                  | Singergasse 15 Standort KG: Wiener Neustadt                                                | Das zweigeschoßige Bürgerhaus mit rundbogigem Einfahrtsportal stammt im Kern aus dem 16. Jahrhundert. | BDA-Hist.: Q37758031 Status: Bescheid Stand der BDA-Liste: 2025-06-30 Name: Bürgerhaus GstNr.: .305/2 |
| ja   | Datei hochladen | Bürgerhaus, Truchsess-Himmelberger-Haus HERIS-ID: 14464 Objekt-ID: 10700                                     | Singergasse 17 Standort KG: Wiener Neustadt                                                | Der dreigeschoßige, fünfachsige Bau ist mit der Jahreszahl 1469 bezeichnet. Laut Gedenktafel wurde das Haus dem kaiserlichen Truchsess Heinrich Himmelberger 1452 zum Geschenk gemacht. | BDA-Hist.: Q37758163 Status: Bescheid Stand der BDA-Liste: 2025-06-30 Name: Bürgerhaus, Haus des Truchsess Himmelberger GstNr.: .307 |
| ja   | Datei hochladen | Sonder- und Volksschule HERIS-ID: 14465 Objekt-ID: 10701                                                     | Sonnleitnergasse 1 Standort KG: Wiener Neustadt                                            | Der späthistoristische Schulbau, 1901/02 nach Plänen von Hugo Vicenec entstanden, besteht aus zwei dreigeschoßigen Baukörpern auf T-förmigem Grundriss, die durch einen zweigeschoßigen Eingangstrakt mit Uhrengiebel verbunden sind. | BDA-Hist.: Q37758197 Status: § 2a Stand der BDA-Liste: 2025-06-30 Name: Sonder- und Volksschule GstNr.: .1885 |
| ja   | Datei hochladen | Kath. Filialkirche Erlöserkirche HERIS-ID: 14314 Objekt-ID: 10548                                            | Strelzhofgasse 61 Standort KG: Wiener Neustadt                                             | Die Kirche entstand 1931/32 durch Umgestaltung einer 1919 errichteten Schuhfabrikshalle nach Plänen von Clemens Holzmeister. | BDA-Hist.: Q1355786 Status: § 2a Stand der BDA-Liste: 2025-06-30 Name: Kath. Filialkirche Erlöserkirche GstNr.: 2830/8 Erlöserkirche (Wiener Neustadt) |
| ja   | Datei hochladen | Wasserturm HERIS-ID: 14466 Objekt-ID: 10702                                                                  | vor Südtiroler Platz 1 Standort KG: Wiener Neustadt                                        | Der Wasserturm wurde 1909/10 nach Plänen von Siegfried Theiss und Hans Jaksch von Baumeister Anton Koblischek erbaut. | BDA-Hist.: Q2551702 Status: § 2a Stand der BDA-Liste: 2025-06-30 Name: Wasserturm GstNr.: .2348 Wasserturm (Wiener Neustadt) |
| ja   | Datei hochladen | Bürgerhaus HERIS-ID: 35304 Objekt-ID: 34018                                                                  | Ungargasse 4 Standort KG: Wiener Neustadt                                                  | An dieser Adresse wurde 1939 ein spätromanisches Haus (errichtet etwa 1200–1250) unter Denkmalschutz gestellt. Da sich dort heute ein mit Hilfe des Wohnungswiederaufbaufonds etwa 1960 errichtetes Wohnhaus befindet, wurde dieses wohl im 2. Weltkrieg zerstört. Ein Bild gibt es in der Topothek Wr. Neustadt. | BDA-Hist.: Q37963090 Status: Bescheid Stand der BDA-Liste: 2025-06-30 Name: Bürgerhaus GstNr.: .138/2 |
| ja   | Datei hochladen | Bürgerhaus HERIS-ID: 14467 Objekt-ID: 10703                                                                  | Ungargasse 5 Standort KG: Wiener Neustadt                                                  | Das Bürgerhaus aus der frühen Neuzeit hat eine josephinische Fassade aus der Zeit um 1780/90 mit einem breiten, pilastergerahmten und von Vasen gekrönten Korbbogenportal und einem pilastergegliederten Obergeschoß mit Fensterbänken aus der frühen Neuzeit. Im Inneren findet sich ein hochbarockes Stiegenhaus, an der linken Seite ein zweigeschoßiger frühneuzeitlicher Hofflügel. | BDA-Hist.: Q37758247 Status: Bescheid Stand der BDA-Liste: 2025-06-30 Name: Bürgerhaus GstNr.: .458 |
| ja   | Datei hochladen | Bürgerhaus HERIS-ID: 14470 Objekt-ID: 10706                                                                  | Ungargasse 15 Standort KG: Wiener Neustadt                                                 | Das zweigeschoßige Gebäude stammt im Kern aus dem 16. Jahrhundert, die Fassade datiert um 1700. Im Inneren gibt es Räume mit Stichkappentonnen und Kreuzgratgewölben aus der ersten Hälfte des 16. Jahrhunderts. | BDA-Hist.: Q37758423 Status: Bescheid Stand der BDA-Liste: 2025-06-30 Name: Bürgerhaus GstNr.: .489 |
| ja   | Datei hochladen | Bürgerhaus HERIS-ID: 112069 Objekt-ID: 130120seit 2014                                                       | Ungargasse 17 Standort KG: Wiener Neustadt                                                 | Das dreiachsige Gebäude stammt im Kern aus der frühen Neuzeit. Die schlichte Fassade datiert aus der Mitte des 19. Jahrhunderts, während an der Seitenfront Fenstersohlbänke noch aus der frühen Neuzeit vorhanden sind. Das Erdgeschoß hat ein Tonnengewölbe. | BDA-Hist.: Q37828381 Status: Bescheid Stand der BDA-Liste: 2025-06-30 Name: Bürgerhaus GstNr.: .488 |
| ja   | Datei hochladen | Bildstock hl. Johann Nepomuk HERIS-ID: 14327 Objekt-ID: 10561                                                | bei Ungargasse 23 Standort KG: Wiener Neustadt                                             | Die barocke Statue ist datiert mit 1732 und wurde an der Stelle des zugeschütteten Hafens des Wiener Neustädter Kanals neu aufgestellt. | BDA-Hist.: Q37750494 Status: § 2a Stand der BDA-Liste: 2025-06-30 Name: Bildstock hl. Johann Nepomuk GstNr.: 74/1 Johannes-Nepomuk-Statue (Ungargasse, Wiener Neustadt) |
| ja   | Datei hochladen | Gregorhof HERIS-ID: 50854 Objekt-ID: 56274                                                                   | Ungargasse 39–49, unger. Nr. / Burgenlandgasse 2-32, ger. Nr. Standort KG: Wiener Neustadt | Die ausgedehnte Wohnhausanlage entlang der Ungargasse und der Burgenlandgasse entstand 1930 auf Initiative des Heiligenkreuzer Abtes Gregor Pöck. Die sehr schlicht gehaltene Front zur Ungargasse ist durch zwei Seitenrisalite und zwei vorgezogene, um ein Geschoß höher ausgeführte Ecktrakte mit zur Frontmitte orientierten Eckloggien gegliedert. Ein Kordongesims trennt das Erdgeschoß von den Obergeschoßen. | BDA-Hist.: Q38042419 Status: § 2a Stand der BDA-Liste: 2025-06-30 Name: Gregorhof GstNr.: .3337, .3493, .3494, .3495, .3496, .3497, .3498, .3499, .3500, .3501, .3502, .3503, .3504, .3505, .3506, .3507, .3508, 3509, .3510, .3511, .3512, .3513, .3514 Gregorhof |
| ja   | Datei hochladen | Marienheim HERIS-ID: 50855 Objekt-ID: 56275                                                                  | Waisenhausgasse 7-9 Standort KG: Wiener Neustadt                                           | Der langgestreckte dreieinhalbgeschoßige Bau mit drei viergeschoßigen Risaliten wurde 1904 für die Kongregation der Barmherzigen Schwestern des III. Ordens des hl. Franziskus, die mit der Krankenpflege im nahe gelegenen Allgemeinen Öffentlichen Krankenhaus beauftragt waren, errichtet. Die Fassaden sind durch eng gereihte, teilweise gekoppelte Rundbogenfenster und Sichtziegelmauerwerk mit weiß getünchten Gliederungselementen gekennzeichnet. An der Rückseite ist in rechtem Winkel die Klosterkapelle mit Satteldach und halbkreisförmiger Apsis angegliedert. | BDA-Hist.: Q16218248 Status: § 2a Stand der BDA-Liste: 2025-06-30 Name: Marienheim GstNr.: .784/2 Marienheim Wiener Neustadt |
| ja   | Datei hochladen | Kath. Filialkirche St. Leopold, Ehemalige Jesuitenkirche HERIS-ID: 66008 Objekt-ID: 78878                    | Wiener Straße Standort KG: Wiener Neustadt                                                 | Die Kirche St. Leopold (Vorstadtkirche) wurde 1737–1743 zusammen mit dem daneben gelegenen Jesuitenkolleg, nun Stadtarchiv Wiener Neustadt, errichtet. | BDA-Hist.: Q2534494 Status: § 2a Stand der BDA-Liste: 2025-06-30 Name: Kath. Filialkirche St. Leopold, Ehemalige Jesuitenkirche GstNr.: .725 St. Leopold (Wiener Neustadt) |
| ja   | Datei hochladen | Bürgerhaus samt barocker Haussegenstatuette HERIS-ID: 50864 Objekt-ID: 56291                                 | Wiener Straße 15 Standort KG: Wiener Neustadt                                              | Der dreigeschoßige Bau ist im Kern spätmittelalterlich bzw. frühneuzeitlich; die Stegrahmenfenster stammen aus dem 17. Jahrhundert. An der Front Domgasse 1 wurden Reste der Sgraffitofassade im Würfeldekor freigelegt. Oberhalb des Eingangs (Domgasse) ist in einer Nische eine barocke Figur der Mater Dolorosa aufgestellt. | BDA-Hist.: Q38042465 Status: Bescheid Stand der BDA-Liste: 2025-06-30 Name: Bürgerhaus samt barocker Haussegenstatuette GstNr.: .94 Wiener Straße 15 (Wiener Neustadt) |
| ja   | Datei hochladen | Gasthaus, Zum goldenen Strauß HERIS-ID: 14472 Objekt-ID: 10708                                               | Wiener Straße 25 Standort KG: Wiener Neustadt                                              | Das ehemalige Gasthof stammt im Kern aus dem Spätmittelalter. Die Verdachungen über den Fenstern im Obergeschoß und die Refliefbüsten in den Parapetfeldern sind hingegen spätbarock. Markant ist das pilastergerahmte Korbbogenportal mit gewelltem Giebel. | BDA-Hist.: Q37758591 Status: Bescheid Stand der BDA-Liste: 2025-06-30 Name: Gasthaus, Zum goldenen Strauß GstNr.: .83 |
| ja   | Datei hochladen | Bürgerhaus HERIS-ID: 14473 Objekt-ID: 10710                                                                  | Wiener Straße 41 Standort KG: Wiener Neustadt                                              | Der zweigeschoßige Biedermeierbau wurde um 1825 errichtet. Die Mittelachse ist durch das Segmentbogenportal und darüber angeordnete Löwenplastiken betont. | BDA-Hist.: Q37758797 Status: Bescheid Stand der BDA-Liste: 2025-06-30 Name: Bürgerhaus GstNr.: 320 Wiener Straße 41 (Wiener Neustadt) |
| ja   | Datei hochladen | Bürgerhaus HERIS-ID: 14474 Objekt-ID: 10711                                                                  | Wiener Straße 59 Standort KG: Wiener Neustadt                                              | Das barocke zweigeschoßige Haus mit Walmdach und schlichter Fassade gehört zu dem Ensemble um die Vorstadtkirche St. Leopold. | BDA-Hist.: Q37758872 Status: Bescheid Stand der BDA-Liste: 2025-06-30 Name: Bürgerhaus GstNr.: .727 |
| ja   | Datei hochladen | Kruzifix/Kreuz HERIS-ID: 14321 Objekt-ID: 10555                                                              | bei Wiener Straße 63 Standort KG: Wiener Neustadt                                          | Die barocke Kreuzigungsgruppe entstand um 1740. | BDA-Hist.: Q37750135 Status: § 2a Stand der BDA-Liste: 2025-06-30 Name: Kruzifix/Kreuz GstNr.: 4867/1 |
| ja   | Datei hochladen | Römerstraße HERIS-ID: 14335 Objekt-ID: 10569                                                                 | bei Wiener Straße 59 Standort KG: Wiener Neustadt                                          | Die Reste einer römischen Straße wurden 1951 bei Straßenbauarbeiten etwa 1,5 bis 1,8 m unter dem heutigen Straßenniveau gefunden und als Denkmal an die Oberfläche versetzt. | BDA-Hist.: Q37750651 Status: § 2a Stand der BDA-Liste: 2025-06-30 Name: Römerstraße GstNr.: 4867/1 |
| ja   | Datei hochladen | Bürgerhaus, Ehemaliges Benefiziatenhaus HERIS-ID: 35306 Objekt-ID: 34024                                     | Wiener Straße 61 Standort KG: Wiener Neustadt                                              | Das zweigeschoßige barocke Gebäude war das Wohnhaus des Benefiziaten der benachbarten Jesuitenresidenz. | BDA-Hist.: Q37963104 Status: Bescheid Stand der BDA-Liste: 2025-06-30 Name: Bürgerhaus, Ehemaliges Benefiziatenhaus GstNr.: .726 |
| ja   | Datei hochladen | Ehemaliges Jesuitenkolleg HERIS-ID: 66009 Objekt-ID: 78879                                                   | Wiener Straße 63 Standort KG: Wiener Neustadt                                              | Das barocke Jesuitenkolleg, nun das Stadtarchiv Wiener Neustadt, entstand 1737–1743. Mit der benachbarten Kirche St. Leopold ist es durch einen Quergang verbunden. | BDA-Hist.: Q2326578 Status: § 2a Stand der BDA-Liste: 2025-06-30 Name: Ehemaliges Jesuitenkolleg GstNr.: .724 Stadtarchiv Wiener Neustadt |
| ja   | Datei hochladen | Kaiserbrunnen HERIS-ID: 14326 Objekt-ID: 10560                                                               | bei Wiener Straße 63 Standort KG: Wiener Neustadt                                          | Der Obelisk mit Reliefmedaillons, die Kaiser Friedrich III. und den Reichsadler zeigen, entstand in der ersten Hälfte des 18. Jahrhunderts. Er ist bekrönt von einer Weltkugel, auf der ein Adler sitzt. | BDA-Hist.: Q37750484 Status: § 2a Stand der BDA-Liste: 2025-06-30 Name: Kaiserbrunnen GstNr.: 4867/1 |
| ja   | Datei hochladen | Bürgerhaus, Gasthaus HERIS-ID: 14475 Objekt-ID: 10712                                                        | Wiener Straße 64 Standort KG: Wiener Neustadt                                              | Der langgestreckte zweigeschoßige Bau stammt aus dem 17. Jahrhundert. Die schlichte Fassade zeigt im Obergeschoß ein Wandfeld mit barocker Malerei, die bäuerliche Szenen darstellt. An der Hofseite befindet sich ein Arkadengang mit abgefasten Steinpfeilern, der mit 1615 datiert ist. | BDA-Hist.: Q37758908 Status: Bescheid Stand der BDA-Liste: 2025-06-30 Name: Bürgerhaus, Gasthaus GstNr.: .753 Wiener Straße 64 (Wiener Neustadt) |
| ja   | Datei hochladen | Schule Santa Christiana HERIS-ID: 14476 Objekt-ID: 10713                                                     | Wiener Straße 65 Standort KG: Wiener Neustadt                                              | Der dreigeschoßige, späthistoristische Bau beherbergte ursprünglich die Krupp’sche Löffelfabrik, wurde 1903 vom „Schulorden der Töchter der Kindheit Jesu und Mariae“ erworben und bis 1904 als Schulgebäude adaptiert. | BDA-Hist.: Q23824396 Status: § 2a Stand der BDA-Liste: 2025-06-30 Name: Schule Santa Christiana GstNr.: 300 Schule Santa Christiana Wiener Neustadt |
| ja   | Datei hochladen | Waschschwemmplatz HERIS-ID: 99210 Objekt-ID: 115306                                                          | bei Wiener Straße 65 Standort KG: Wiener Neustadt                                          | Der Waschschwemmplatz diente dem Ausspülen der gewaschenen Wäsche in einem fließenden Gewässer. In der Nähe stand eine Anlage zum Aufhängen der geschwemmten Wäsche zur Verfügung. – Die heutige Anlage ist eine Rekonstruktion an einer Ableitung der Warmen Fischa nach Süden. | BDA-Hist.: Q37773878 Status: § 2a Stand der BDA-Liste: 2025-06-30 Name: Waschschwemmplatz GstNr.: 5222/15, 4867/3 |
| ja   | Datei hochladen | Dänkl-Kapelle HERIS-ID: 14317 Objekt-ID: 10551                                                               | Wiener Straße bei 67a Standort KG: Wiener Neustadt                                         | Die 1738 errichtete Kapelle ist benannt nach den Stiftern, dem Geschäftsmann Friedrich Dänkl und Maria Theresia von Zollern, geb. Dänkl. Seit 1963 ist sie Gedenkstätte für die zivilen Bombenopfer des Zweiten Weltkriegs. | BDA-Hist.: Q37749728 Status: Bescheid Stand der BDA-Liste: 2025-06-30 Name: Dänkl-Kapelle GstNr.: .718 |
| ja   | Datei hochladen | Jüdischer Friedhof HERIS-ID: 14315 Objekt-ID: 10549                                                          | Wiener Straße 95 Standort KG: Wiener Neustadt                                              | Der Friedhof wurde 1888/89 angelegt. Zur Straße hin sind zwei ebenerdige Gebäude (Portier, Verwaltung) vorgelagert, die durch ein Pfeilerportal mit Lanzenzaun verbunden sind. | BDA-Hist.: Q37749551 Status: § 2a Stand der BDA-Liste: 2025-06-30 Name: Jüdischer Friedhof GstNr.: .1390, .1391, 2283/2 Israelitischer Friedhof Wiener Neustadt |
| ja   | Datei hochladen | Sowjetischer Heldenfriedhof HERIS-ID: 14316 Objekt-ID: 10550                                                 | Wiener Straße 108 Standort KG: Wiener Neustadt                                             | Die regelmäßig konzipierte Anlage wurde nach 1945 im Wiener Neustädter Stadtfriedhof errichtet. In der Mitte erhebt sich ein vom Sowjetstern bekrönter Obelisk, der Gedenktafeln in russischer (Vorderseite) und deutscher Sprache (Rückseite) trägt. | BDA-Hist.: Q37749658 Status: § 2a Stand der BDA-Liste: 2025-06-30 Name: Sowjet. Heldenfriedhof GstNr.: 1846/2 Sowjetischer Heldenfriedhof (Wiener Neustadt) |
| ja   | Datei hochladen | Strebel-Halle HERIS-ID: 113311 Objekt-ID: 131599seit 2020                                                    | Wiener Straße 118 Standort KG: Wiener Neustadt                                             | | BDA-Hist.: Q105647127 Status: Bescheid Stand der BDA-Liste: 2025-06-30 Name: Strebel-Halle GstNr.: .2468 Strebel-Halle, Wiener Neustadt |
| ja   | Datei hochladen | Anlage Kleindenkmale, gebaute Elemente und Wegeführungen im Akademiepark HERIS-ID: 71220 Objekt-ID: 84376    | Standort KG: Wiener Neustadt                                                               | Der Park wurde unter Kaiser Friedrich III. als Tiergarten südöstlich der Burg angelegt und von 1446 bis 1465 mit einer 6 km langen Mauer eingefriedet. Seit 1752 diente das Gelände als Übungsplatz der Theresianischen Militärakademie. Im letzten Drittel des 18. Jahrhunderts wurde die Anlage in einen Park umgewandelt und ist seither öffentlich zugänglich. | BDA-Hist.: Q38127017 Status: § 2a Stand der BDA-Liste: 2025-06-30 Name: Anlage Kleindenkmale, gebaute Elemente und Wegeführungen im Akademiepark GstNr.: 894, 895, 896/2, 896/3, 900/1, 900/5, 903/1, 903/2, 903/9, 911, 915/2, 916/1, 916/2, 918/1, 918/2, 921, 924/1, 926, 929, 930, 931, 932, 933, 937, 940/1, 940/4, 941/1, 941/2, 943, 4894, 4895/1, 4895/2, 4895/3, 4898/1, 4898/2, 4899, 4900/1, 4900/2, 4901, 4902, 4903, 4904, 4906, 4907, 4908, 5181/1, 5181/2, 5181/3, 5191/2, 5191/3, 5191/4, 5191/5, .1020, .2349, .6533, .6587 Structures in Akademiepark, Wiener Neustadt |
| ja   | Datei hochladen | Reitstall HERIS-ID: 99193 Objekt-ID: 115286                                                                  | Standort KG: Wiener Neustadt                                                               | Benachbart der Reithalle im Akademiepark liegt der historische Reitstall, der immer noch als solcher verwendet wird. Anmerkung: Weitere Informationen waren bislang nicht aufzufinden. | BDA-Hist.: Q37773822 Status: § 2a Stand der BDA-Liste: 2025-06-30 Name: Reitstall GstNr.: 886/1 |
| ja   | Datei hochladen | Reithalle HERIS-ID: 21377 Objekt-ID: 17696                                                                   | Standort KG: Wiener Neustadt                                                               | Die 1857 südlich der Burg im Akademiepark errichtete Reithalle weist an der Längsseite 13 Fensterachsen auf. Die neunachsige Front ist von einem seichten Dreiecksgiebel gekrönt, der Mittelteil ist durch eine Pilasterumrahmung hervorgehoben. | BDA-Hist.: Q37861690 Status: § 2a Stand der BDA-Liste: 2025-06-30 Name: Reithalle GstNr.: 886/1 |
| ja   | Datei hochladen | Wiener Neustädter Kanal HERIS-ID: 100961 Objekt-ID: 117243                                                   | Standort KG: Wiener Neustadt                                                               | Der Wiener Neustädter Kanal wurde 1803 in Betrieb genommen und bis auf 63 km erweitert. Ursprünglich war er bis Triest geplant. Teile der Trasse wurden später zu Bahnstrecken umgewandelt, so dass der Warenverkehr ab 1879 stark zurückging. Siehe auch: Schafflerwegbrücke Anmerkung: Die angegebenen Koordinaten markieren den heutigen Ausgangspunkt des Kanals. | BDA-Hist.: Q64485520 Status: Bescheid Stand der BDA-Liste: 2025-06-30 Name: Wiener Neustädter Kanal GstNr.: 1131/6, 1131/16, 1266, 1267, 1301/1, 1301/3, 1435, 1436/1, 1489, 1490, 1491/2, 1492/1, 1540/151, 1639/1, 1639/2, 1640/1, 1640/2, 1640/33, 1754/2, 1755, 1756, 1770/2, 5197/1, 5198/1, 5203/2, 1131/7 Wiener Neustädter Kanal in Wiener Neustadt |
| ja   | Datei hochladen | Teile der Stadtbefestigung HERIS-ID: 14482 Objekt-ID: 10719                                                  | Standort KG: Wiener Neustadt                                                               | In dieser Denkmalgruppe sind jene Teile bzw. Reste der Stadtbefestigung zusammengefasst, die auf dem Areal des Stiftes Neukloster (Ostmauer – ausgenommen einen unmittelbar an die Ungargasse angrenzenden Mauerteil) sowie dem Grundstück vom Kapuzinerkloster Wiener Neustadt (Südmauer) liegen. Die angegebenen Koordinaten bezeichnen das Objekt mit der Grundstücksnummer .504/1; abgebildet sind Teile eines Turmes, der in das Gebäude des Stiftes Neukloster einbezogen wurde. | BDA-Hist.: Q37759348 Status: § 2a Stand der BDA-Liste: 2025-06-30 Name: Teile der Stadtbefestigung GstNr.: .504/1, .504/3, .504/4, .206, .604/2 City walls of Wiener Neustadt |
| ja   | Datei hochladen | Reckturm, NW-Eckturm HERIS-ID: 111334 Objekt-ID: 129148                                                      | Standort KG: Wiener Neustadt                                                               | Zu dieser Gruppe gehören die nördliche Stadtmauer vom Reckturm (Foto, Geokoordinaten) bis St. Peter an der Sperr, die auf dem Gelände des Krankenhauses, des ehemaligen Karmeliterklosters, der Burg und dem nördlich daran angrenzenden Grundstück gelegenen Reste der nördlichen, östlichen und südlichen Mauer, die auf dem Grundstück Bräuhausgasse 1/Neunkirchner Straße 36 vorhandenen Teile der südlichen Mauer und von der Westmauer zwei kurze Teilstücke zwischen Bahngasse und Herzog-Leopold Straße sowie ein kurzes Stück südlich des Reckturms. | BDA-Hist.: Q2135752 Status: Bescheid Stand der BDA-Liste: 2025-06-30 Name: Teile der Stadtbefestigung GstNr.: 74/1, .200, .679/1, 345, .506/1, .507, 384/2, .626/4, .626/9 Reckturm (Wiener Neustadt) |
| ja   | Datei hochladen | Stadtmauer mit Rabenturm HERIS-ID: 65146 Objekt-ID: 77964                                                    | Standort KG: Wiener Neustadt                                                               | Zu diesem Denkmal gehören wesentliche Teile der westlichen Stadtmauer zwischen Herzog-Leopold-Straße und Bahngasse um den Rabenturm, Objekte im Bereich westlich der Neunkirchner Straße und südlich der Bräuhausgasse sowie Mauerteile an der Rückseite der Häuser am östlichen und westlichen Ende der Grünangergasse. | BDA-Hist.: Q38109357 Status: Bescheid Stand der BDA-Liste: 2025-06-30 Name: Stadtmauer GstNr.: .389, .393, 759/1, .300, .301/1, 5425, .303, .304, .308, .309, .310, .514, 5374, 5342, .394/1, .202, 4798/3, .301/2 Rabenturm Wiener Neustadt |
| ja   | Datei hochladen | Stadtmauer HERIS-ID: 65145 Objekt-ID: 77963                                                                  | Standort KG: Wiener Neustadt                                                               | Diese Denkmalgruppe umfasst jene Teile der Nordmauer, die an der Rückseite der Häuser im Mittelteil der Grünangergasse gelegen sind, von der Ostmauer ein Teilstück zwischen Ungargasse und Kirche des Stifts Neukloster sowie diejenigen, die auf dem Grundstück südlich des Stiftes Neukloster liegen, und schließlich die im Bereich des Stadtparks befindlichen Teilstücke an der Südwestecke (Süd- und Westmauer). | BDA-Hist.: Q38109347 Status: Bescheid Stand der BDA-Liste: 2025-06-30 Name: Stadtmauer GstNr.: .391, 757/2, 757/3, 5419, 757/4, 757/1, 948/2, 4797/67, .504/1 City walls of Wiener Neustadt |
| ja   | Datei hochladen | Teil der 1. Wiener Hochquellenleitung HERIS-ID: 111353 Objekt-ID: 129168                                     | Standort KG: Wiener Neustadt                                                               | Die I. Wiener Hochquellenwasserleitung ist ein Teil der Wiener Wasserversorgung und war die erste Versorgung von Wien mit einwandfreiem Trinkwasser. Nach vierjähriger Bauzeit wurde die 95 Kilometer lange Leitung am 24. Oktober 1873 eröffnet. Die Wasserleitung durchschneidet die nordwestliche Ecke des Stadtgebiets. | BDA-Hist.: Q37823454 Status: Bescheid Stand der BDA-Liste: 2025-06-30 Name: Teil der 1. Wiener Hochquellenleitung GstNr.: 2147/9, .1130, .3852 |

## Ehemalige Denkmäler
| Foto |                 | Denkmal                              | Standort                                 | Beschreibung                                                                               | Metadaten                                                                                             |
| ---- | --------------- | ------------------------------------ | ---------------------------------------- | ------------------------------------------------------------------------------------------ | --- |
| ja   | Datei hochladen | Bürgerhaus Objekt-ID: 128548bis 2013 | Domplatz 14 Standort KG: Wiener Neustadt | Das an der Südwestecke des Domplatzes gelegene Bürgerhaus wurde im Sommer 2013 abgerissen. | BDA-Hist.: Q106686040 Status: Bescheid Stand der BDA-Liste: 2013-06-28 Name: Bürgerhaus GstNr.: .60/2 |